# Koralldjur
Koralldjur (Anthozoa) är en klass inom stammen nässeldjur. Med cirka 7 500 nu levande arter och tio ordningar är koralldjuren den största klassen inom nässeldjuren. Flera utdöda ordningar finns beskrivna genom fossil.

## Beskrivning
Koralldjur är marina (havslevande) solitära eller kolonibildande polyper. Till skillnad från hos maneter, kubmaneter, bägarmaneter och hydrozoer finns hos koralldjur inget medusastadium. Anatomiskt utgörs en polyp av en säcklik kropp med en central maghålighet och en enda uppåtvänd kroppsöppning som fungerar som både mun och utsöndringsöppning. Munnen omges av en munskiva och en eller flera kretsar av tentakler som är försedda med nässelceller för födofångst eller försvar. Hos kolonibildande koralldjur är polyperna vid basen förbundna med varandra genom levande vävnad, coenenchym eller coenosarc som fungerar som kolonins gemensamma kroppsmassa. Många kolonibildande koralldjur har också yttre eller inre stödstrukturer av kalciumkarbonat eller hornartade ämnen (skleroproteiner) som bildar ett gemensamt kalk- eller hornartat skelett vilket stadgar kolonin. Koralldjur med skelett brukar i en trivial mening kallas koraller. De flesta solitära koralldjur är skelettlösa i den meningen att de inte har sådana stödstrukturer och har bara ett hydrostatiskt skelett (vätskeskelett) som ger polypkroppen form. Till sitt levnadssätt är koralldjur typiskt sessila och lever fastsittande på hårda underlag eller förankrade i bottensediment. Koralldjur förekommer världen över både i tropiska och tempererade hav men är särskilt förknippade med korallrev, särskilt koraller.

## Etymologi
Koralldjurens vetenskapliga namn, Anthozoa, är sammansatt av de grekiska orden anthos som betyder "blomma" och zoon som betyder "djur" och betyder "blomdjur", med syfte på polypernas blomlika utseende.

## Systematik
Systematiskt utgör koralldjur en av två stora utvecklingsgrenar, klader, inom nässeldjuren, och ses som systergrupp till Medusozoa, den andra stora kladen, som inkluderar nässeldjursgrupper med medusastadium. Den inre systematiken har huvudsakligen följt två olika indelningar, med skillnaden om två eller tre underklasser urskiljs. De två största underklasserna är sexstråliga koralldjur (Hexacorallia alternativt Zoantharia) och åttastråliga koralldjur (Octocorallia alternativt Alcyonaria). Den tredje och minsta underklassen är Ceriantharia (cylinderrosor) vars systematiska placering varit omdiskuterad. Om indelningen i två underklasser följs, urskiljs inte Ceriantharia som en egen underklass utan ses då som en ordning inom sexstråliga koralldjur. Det finns cirka 7 500 nu levande arter av koralldjur. I svenska vatten finns cirka 70 arter av koralldjur.
Koralldjur delas in i tre underklasser och tio recenta (nu levande) ordningar.
Klass Anthozoa — Koralldjur
- underklass Hexacorallia — sexstråliga koralldjur
  - ordning Actiniaria — havsanemoner, 1145 beskrivna arter[2]
  - ordning Antipatharia — svartkoraller, taggkoraller, 272 beskrivna arter[2]
  - ordning Corallimorpharia — skivanemoner, 48 beskrivna arter[2]
  - ordning Scleractinia — stenkoraller, 1618 beskrivna arter[2], uppskattningsvis upp till 2628 arter[3]
  - ordning Zoantharia, 285 beskrivna arter[2]
- underklass Octocorallia — åttastråliga koralldjur
  - ordning Alcyonacea — hornkoraller, 3460 beskrivna arter[2]
  - ordning Helioporacea — blåkoraller, 6 beskrivna arter[2]
  - ordning Pennatulacea — sjöpennor, 232 beskrivna arter[2], uppskattningsvis cirka 300 arter[15]
- underklass Ceriantharia — cylinderrosor, 136 beskrivna arter[2]
  - ordning Penicillaria
  - ordning Spirularia

Flera undersökningar stöder Anthozoa som en monofyletisk grupp men den inre systematiken är inte helt utredd. Octocorallia har stöd som en monofyletisk grupp men stödet för Hexacorallia som en monofyletisk grupp är svagt beroende på den oklara relationen till Ceriantharia. Cylinderrosor och svartkoraller placerades ett tag i en underklass kallad Ceriantipatharia men denna används inte längre då cylinderrosor och svartkoraller inte bildar en monofyletisk grupp. Inom Octocorallia ses sjöpennor, ordningen Pennatulacea, och blåkoraller, ordningen Helioporacea, som monofyletiska. Hornkoraller, ordningen Alcyonacea, är en stor ordning vars systematik är inte helt utredd. Alcyonacea inkluderar flera underordningar varav vissa tidigare har setts som egna ordningar. Trivialnamnet på ordningen Alcyonacea, hornkoraller, var även trivialnamn för ordningen Gorgonacea som inte längre används, då Gorgonacea inte var monofyletisk. Gorgonacea omfattade koraller ur underordningarna Calcaxonia, Holaxonia och Scleraxonia, som idag placeras inom ordningen Alcyonacea.
Till skillnaderna mellan underklasserna hör bland annat tentaklernas antal och arrangemang. Sexstråliga koralldjur har ofta tentakler i antal som är multipler av sex arrangerade i två eller flera kretsar. Åttastråliga koralldjur har åtta tentakler arrangerade i en enda krets. Cylinderrosor har tentakler arrangerade i två kretsar, där den inre kretsen har korta tentakler och den yttre kretsen har långa tentakler.
Till sexstråliga koralldjur hör fem ordningar; havsanemoner (Actiniaria), Corallimorpharia (skivanemoner), stenkoraller (Scleractinia), svartkoraller som även kan kallas taggkoraller (Antipatharia) och Zoantharia (zoanthider). Havsanemoner är solitära men kan sitta i grupper. Skivanemoner är solitära men vissa bildar mycket täta grupper (aggregat). Stenkoraller och zoanthider är kolonibildande eller solitära. Svartkoraller är kolonibildande. Av dessa ordningar har två skelett. Stenkoraller har ett massivt yttre kalkskelett av aragonit. Svartkoraller har ett inre skelett av antipathin (ett hornartat ämne innehållande kitin). Havsanemoner, skivanemoner och zoanthider är skelettlösa.
Till åttastråliga koralldjur hör tre ordningar; hornkoraller (Alcyonacea), blåkoraller (Helioporacea) och sjöpennor (Pennatulacea). Åttastråliga koralldjur är kolonibildande, med undantag av en enda art, Taiaroa tauhou, som har solitära polyper. Alcyonacea har inre skelett av gorgonin (ett hornartat ämne) och skleriter (små inre skelettelement av kalciumkarbonat i form av kalcit). Den säregna orgelkorallen (Tubipora musica) utmärker sig dock inom ordningen genom att ha ett för Alcyonacea ovanligt massivt rödfärgat kalkskelett av aragonit. Blåkoraller har massiva blåaktiga kalkskelett av aragonit. Sjöpennor är  kolonibildande men utmärks av tydlig polypdimorfism. Detta innebär att polyperna är funktionellt specialiserade. En sjöpenna består av en stor primärpolyp med en inre skelettstav av pennatulin (ett hornartat ämne) och kalciumkarbonat som bär upp sekundära mindre polyper som tar in vatten och fångar föda.
Cylinderrosor är solitära skelettlösa koralldjur som lever nedgrävda i rör. Cylinderrosor delas in i två ordningar, Penicillaria och Spirularia. Cylinderrosor skiljer sig från andra koralldjur bland annat genom att ha en speciell sorts nässelceller som inga andra koralldjur har.

### Andra indelningar
| Stenkorallen Acropora cervicornis. |  | Läderkorallen Alcyonium digitatum, en mjukkorall. |
| Stenkorallen Acropora cervicornis. |  | Läderkorallen Alcyonium digitatum, en mjukkorall. |

Vid sidan av systematiken brukar de koralldjur som vardagligt kallas koraller inom zoologin grupperas efter egenskapen om de är revbyggande eller inte. Revbyggande koraller kallas hermatypiska koraller, av grekiskans herma som betyder rev. Koraller som inte är revbyggande kallas ahermatypiska koraller. I trivial mening skiljer man vidare ofta på "hårda koraller" (hårdkoraller) och "mjuka koraller" (mjukkoraller). Med hårda koraller avses stenkoraller, som har hårda yttre kalkskelett. Mjuka koraller kan i vid mening syfta på Alcyonacea, som inte har sådana kalkskelett. Mer specifik avses med mjukkoraller ofta underordningen Alcyoniina, även kallad egentliga mjukkoraller.
Revbyggande koraller är typiskt kolonibildande och har massiva kalkskelett som bevaras efter polypernas död, samtidigt som nya generationer av polyper bygger nya kalkskelett på den föregående generationens skelett. Detta gör att revet byggs upp. Ahermatypiska koraller har däremot skelettstrukturer som bryts ned efter polypernas död och de bidrar därför inte, eller inte i någon högre grad, till revens uppbyggnad. Stenkoraller är de viktigaste revbyggande korallerna idag. Blåkoraller är också revbyggande. Svartkoraller är ahermatypiska koraller. Ordningen Alcyonacea, hornkoraller och mjukkoraller, är vanligen ahermatypiska koraller, ett undantag är orgelkorall, som är revbyggande. Orgelkorall och blåkoraller är dock små och till utbredningen mer begränsade taxa och dessa är därför mindre betydande som revbyggare än stenkoraller, som är den största och mest utbredda gruppen revbyggande koraller med över 800 revbyggande arter.

## Evolution
| Fossil av Grewingkia canadensis, en solitär korall tillhörande Rugosa. |  | Fossil av Favosites, tillhörande Tabulata. |
| Fossil av Grewingkia canadensis, en solitär korall tillhörande Rugosa. |  | Fossil av Favosites, tillhörande Tabulata. |

Fossil visar att organismer påminnande om havsanemoner och sjöpennor fanns redan under kambrium. Att mjuka koraller har existerat för länge sedan kan man se på att de lämnat avtryck men också omvandlade rester av mjukdelar. Några få mineraliserade koraller uppträdde också redan under kambrium, som Cothoniida under mellersta kambrium, men var ganska ovanliga. Först under ordovicium blev koralldjur med kalkskelett en framträdande grupp. De två viktigaste och dominerande ordningarna var Rugosa och Tabulata som båda hade kalkskelett av kalcit. Den mindre men distinkta ordningen Heliolitida som uppträdde under ordovicium hade också kalcitskelett. Alla dessa tre ordningar var revbyggande. Heliolitida försvann i det devonska utdöendet. Både rugosa och tabulata koraller försvann under perm–trias-utdöendet. Både rugosa och tabulata koraller förekommer i kalksten och kalkhaltig skiffer från ordovicium till perm, men är kanske vanligast under ordovicium och silur. Rugosa koraller var solitära eller kolonibildande, medan tabulata koraller enbart var kolonibildande. Till övriga utdöda ordningar av paleozoiska koraller hör små grupper som Tabulaconida, Heterocorallia, Kilbuchophyllida och Numidiaphyllida. Av dessa hade Kilbuchophyllida och Numidiaphyllida aragonitskelett. Bland dagens koralldjur med kalkskelett är stenkoraller, ordningen Scleractinia, som har kalkskelett av aragonit, den viktigaste och dominerande gruppen och uppkom under mellersta trias. Korallerna i ordningen Scleractinia diversifierades kraftigt under mesozoikum och kenozoikum och är på toppen av sin utveckling idag. Deras fossil hittar man i små mängder från och med trias och de är relativt vanliga i bergarter från jura, krita och kenozoikum. Blåkoraller, ordningen Helioporacea, som har aragonitskelett, kan spåras tillbaka till krita. Fossil av oktokoraller är färre eller troligen förbisedda, eftersom de främst lämnar efter sig små fragmentiserade mineraliserade skelettelement i form av skleriter, som är svåra att upptäcka. Orgelkorall som har ett massivare skelett har spårats till pliocen.
Liksom alla fossil kan även fossila koraller användas för en grov datering av sedimentära bergarter. Fossila koraller som man kan hitta i Sverige är bland andra arter i släktena Goniophyllum, Ketophyllum, Favosites, Halysites, Heliolites, Aulopora och Syringopora, men också arterna Acervularia ananas, Palaeocyclus porpita och Oculina becki.
Ibland används benämningen hexakoraller om sexstråliga koraller (Hexacorallia) och oktokoraller om åttastråliga koraller (Octocorallia) utifrån symmetri. Rugosa koraller som hade fyrtalig symmetri kallas ibland tetrakoraller (en synonym till Rugosa är Tetracorallia).

## Anatomi

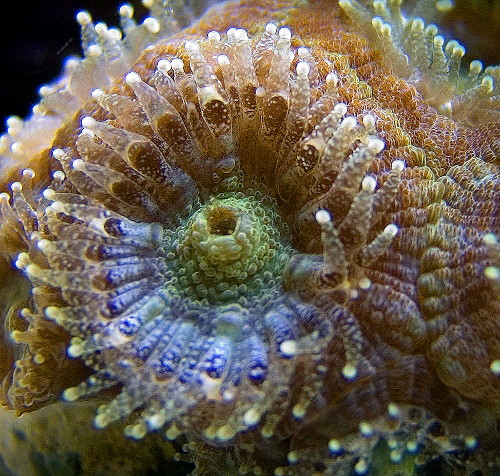
En polyp av en stenkorall, Micromussa lordhowensis, synonym Acanthastrea lordhowensis, en indopacifisk art vars polyper mäter upp till 1,5 cm i diameter.

Koralldjur är solitära eller kolonibildande polyper. Kolonibildande koralldjur har vanligen små polyper som endast mäter några millimeter eller centimeter i diameter. Mångas är inte större än 1,5 centimeter och en del mäter endast 1–3 millimeter. Men eftersom en koloni består av många polyper, kanske hundratals eller tusentals, kan kolonierna även om polyperna är små bli stora och mäta flera decimeter eller en meter eller mer i höjd, längd eller bredd. Utseendet på kolonierna varierar mellan olika grupper från massiva till förgrenade former. En stor stenkorall kan med sitt kalkskelett väga flera hundra kilo. Även solitära koralldjur uppvisar stor variation, från små arter vars polyp bara mäter några centimeter till stora arter vars polyp mäter ett par decimeter. Vissa tropiska havsanemoner kan bli mycket stora, som Stichodactyla mertensii, vars polyp kan mäta 1,25 meter i diameter.

### Polyp
Själva polypkroppen liknar en cylindrisk säck vars kroppsvägg är uppbyggd av två cellskikt, ett yttre och ett inre, sammanhållna av ett mellanlager av mesogloea. Det yttre cellskiktet, epidermis, bildas av embryonal ektoderm och fungerar som polypens hud, medan det inre cellskiktet, gastrodermis, bildas av embryonal endoderm och bekläder den inre kroppshålan (maghåligheten). Gastrodermis har många viktiga fysiologiska funktioner, bland annat digestion. Gastrodermis innehåller även gametogenesisk vävnad. Mesogloean hos många koralldjur är relativ tjock och cellulär. I mesogloean finns amoebocyter, rörliga celler med många funktioner, bland annat som cellulära immunförsvar genom att fagocytera och oskadliggöra främmande partiklar. Amoebocyter finns också i epidermis och gastrodermis. Dessa cellers sätt att röra sig påminner om hur amöbor rör sig. I både epidermis och gastrodermis finns stödceller, mucocyter (celler som utsöndra slem), känselceller, nervceller, pigmentceller, epiteliomuskulära celler och nässelceller (cnidocyter). Nässelceller finns främst i epidermis. Polypens uppåtvända och enda kroppsöppning fungerar som både mun och utsöndringsöppning då föda intas och osmältbara delar av födan stöts ut ur samma öppning. Munnen omges av ett munmembran, peristom och en munskiva med en eller flera kretsar av ihåliga tentakler som är försedda med nässelceller. Ett munrör eller svalgrör som benämns actinopharynx eller stomodeum går från munnen och ned i den centrala maghåligheten som benämns coelenteron (eller gastrovaskulär håla). Hålrummen i tentaklerna är kontinuerliga (sammanhängande) med coelenteron. Munröret kan ha en eller två, ibland flera, cilierade fåror, svalgrännor (siphonoglypher). Åttastråliga koralldjur har en siphonoglyph. Stenkoraller och skivanemoner har inga siphonoglypher. Cylinderrosor och zoanthider har en siphonoglyph. Svartkoraller har två siphonoglypher. Havsanemoner har oftast två siphonoglypher, men ibland ingen, en, tre eller flera. Nässeldjur är radiärsymmetriska men förekomst av siphonoglypher antyder bilateral eller biradial symmetri. Genom munnen pumpas vatten in och ut och den inre cirkulationen av vatten i den gastrovaskulära hålan förser cellerna med syre, transporterar näringsämnen och för bort restprodukter från respirationen och digestionen.
Polypen får form genom ett hydrostatiskt skelett. Polypen är kontraktil (sammandragbar) och retraktil (indragbar) om den är indragbar i en polypbägare eller annan skelettstruktur. Tentaklerna är kontraktila (sammandragbara) och är hos vissa koralldjur men inte hos alla även retraktila (indragbara i polypen). Koralldjur har i anatomisk mening inget huvud men den övre delen av polypen som bär tentaklerna kan ibland vardagligt kallas polyphuvud.

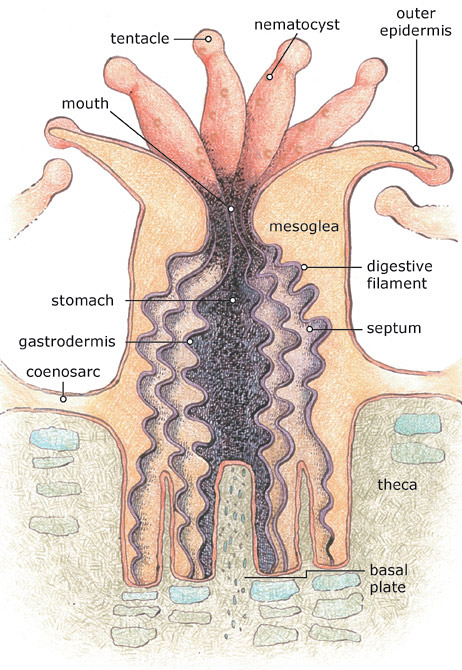
Basala anatomiska drag hos en polyp av en stenkorall.

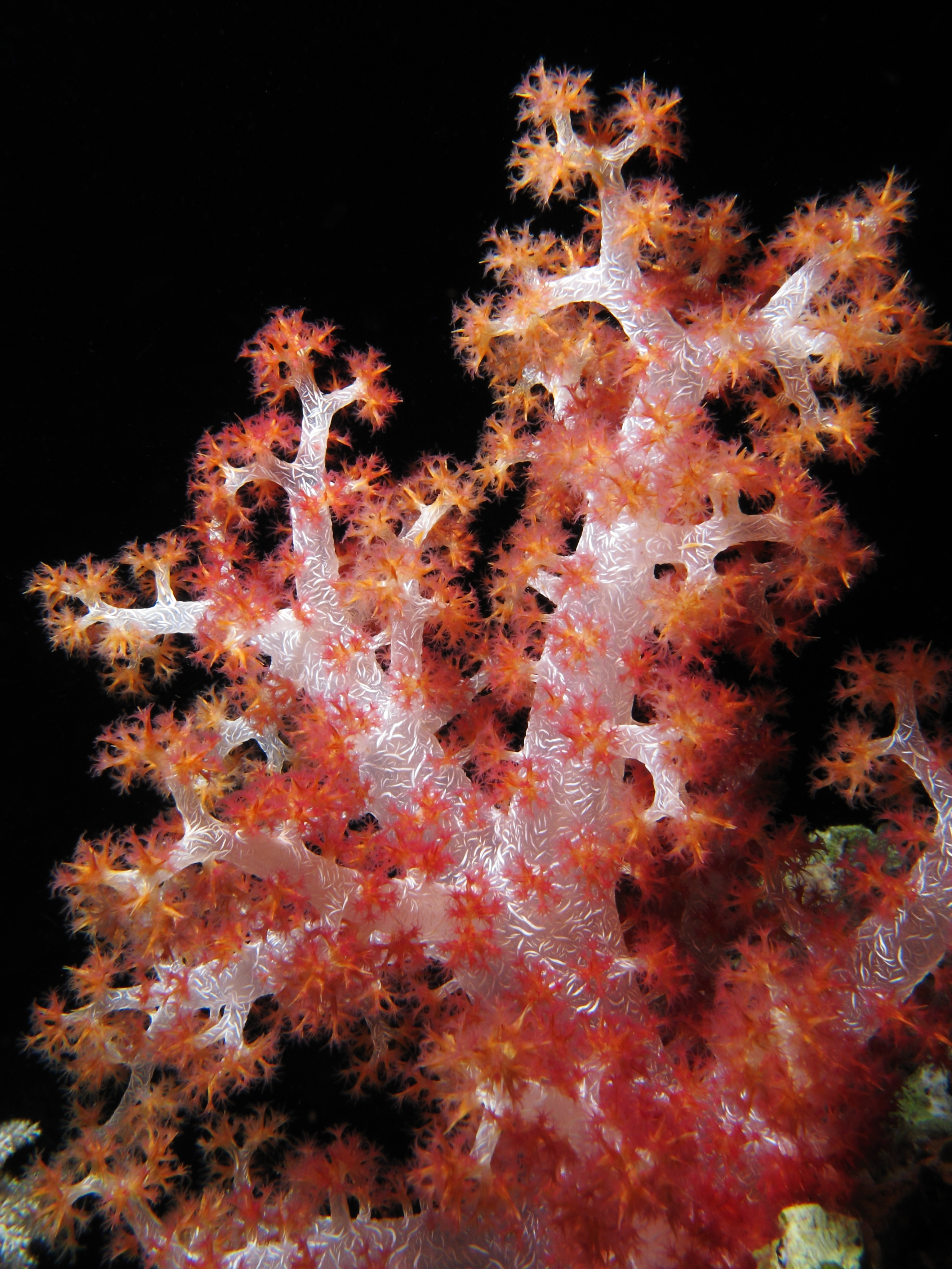
Mjukkorallen Dendronephthya hemprichi.

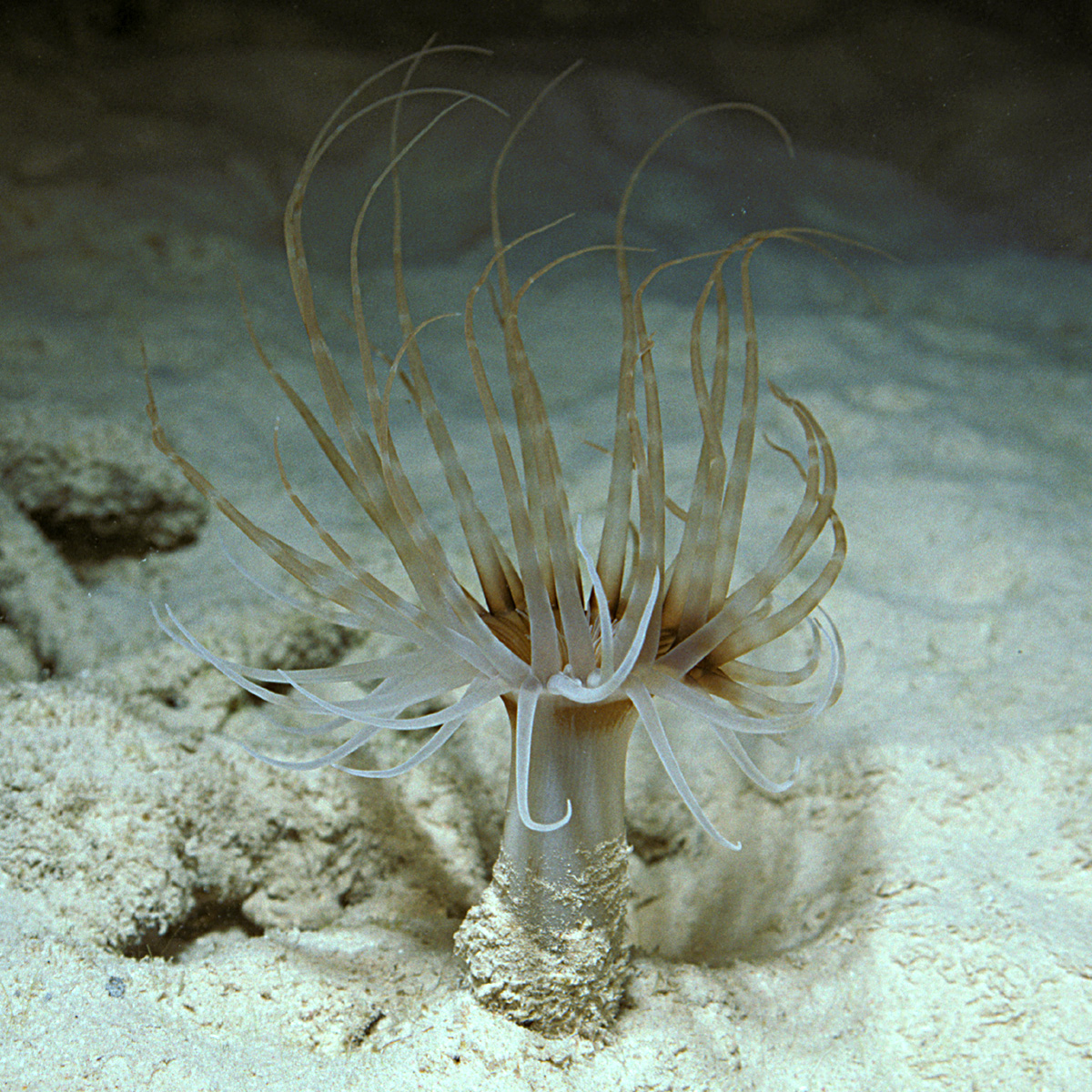
Cylinderosen Arachnanthus nocturnus.

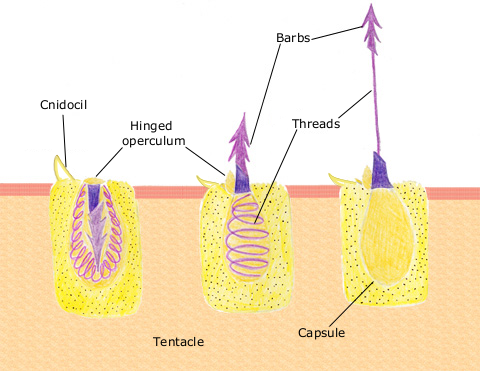
Schematisk bild av nässelcell i tre steg. Det första steget visar nässelcellen före och det sista visar nässelcellen efter utskjutning.

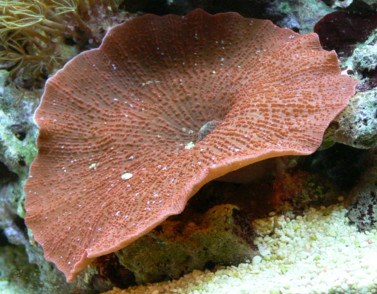
Skivanemon av släktet Discosoma.

Den cylindriska delen av polypen kallas kolumn och rymmer den centrala maghåligheten, coelenteron. Coelenteron indelas i radiära kammare genom mesenterier, inre radiära längsgående vävnadsväggar som går från polypkroppens inre kroppsvägg mot det centrala munröret. Mesenterierna kan vara fullständiga eller ofullständiga. Fullständiga mesenterier (primära mesenterier) går från kroppsväggen ända fram till munröret medan ofullständiga mesenterier (sekundära mesenterier) inte når fram till munröret. Mesenterier bildas genom invikning av gastrodermis och mesogloea från kroppsväggen och ökar ytan för respiration och absorption av näringsämnen samt ger även strukturellt stöd. Mesenterier kan innehålla gonader (könskörtlar), retraktormuskler (längsgående muskulatur) och radiärmuskulatur. Längs mesenteriernas fria inre kanter finns mesentarialfilament, förlängningar av mesenteriekanten som  innehåller nässelceller (cnidoglandulära band eller lober). Åttastråliga koralldjur har åtta fullständiga mesenterier och åtta tentakler arrangerade i en enda krets. Hos sexstråliga koralldjur sitter mesenterierna ofta parvis i multipler av sex men fem, åtta eller tiotalighet förekommer också. Utrymmet mellan två mesenterier som bildar ett par benämns endocoel och utrymmet mellan två mesenterier som hör till olika par benämns exocoel. Ofta finns bara en tentakel för varje endocoel och en tentakel för varje exocoel, men ibland finns mer än en. Tentaklerna är arrangerade i två eller flera kretsar och antalet tentakler är ofta multipler av sex. En nybildad polyp har typiskt sex primära mesenteriepar och tolv tentakler. När polypen växer tillkommer fler mesenterier. Mesenterierna kan bildas i cykler, som hos stenkoraller, där de sex primära mesenterieparen då utgör den första cykeln, eller i speciella tillväxtzoner, som hos zoanthider. Hos polyper där mesenterierna bildas i cykler bildas i den andra cykeln ett par sekundära mesenterier i varje exocoel, resulterande i tolv mesenteriepar och tjugofyra tentakler och en tredje cykel (tertiär cykel) resulterar i tjugofyra mesenteriepar och minst fyrtioåtta tentakler, och så vidare. Havsanemoner och skivanemoner har mesenterier arrangerade på ungefär samma vis. Zoanthider har ett ventralt fullständigt mesenteriepar och ett dorsalt ofullständigt mesenteriepar. De laterala mesenterieparen är dimorfiska och består av en fullständig och en ofullständig mesenterie. Hos zoanthider finns två tillväxtzoner där nya mesenterier bildas, en på var sida om polypens ventrala fullständiga mesenteriepar. Hos svartkoraller sitter mesenterierna en och en. Vissa svartkoraller har endast sex mesenterier och sex tentakler hela livet, men upp till tolv mesenterier kan förekomma. Cylinderrosor har opariga mesenterier och bara en tillväxtzon. Mesenterier bildas på var sida om tillväxtzonen. Tentaklerna är arrangerade i två kretsar, den inre kretsen har korta tentakler, den yttre kretsen har långa tentakler.
Hos åttastråliga koralldjur har tentaklerna två rader små korta sidogrenar. Sexstråliga koralldjur och cylinderrosor har ogrenade tentakler. Tre huvudtyper av nässelceller finns, nematocyster, spirocyster och ptychocyster. Nematocyster, som är den vanligaste typen, finns hos alla koralldjur. Flera undertyper av nematocyster finns. Spirocyster finns hos sexstråliga koralldjur och cylinderrosor. Ptychocyster finns endast hos cylinderrosor. Nässelceller består typiskt av en komplex organell (cnida) eller nässelkapsel med en hoprullad nässeltråd (tubuli) inuti. På utsidan finns ett litet borst, cnidocil, som är känsligt för vibrationer. Nässelkapseln är utkrängbar och trycket i kapseln får vid retning kapseln att utkrängas och nässeltråden skjuts ut. Nematocyster har dubbelväggad nässelkapsel som kan innehålla toxin (gift) och ihålig nässeltråd med hullingar. Nematocyster fungerar penetrerade eller snärjande och finns riklig på tentakler och kring munnen. Giftet kan användas både för födofångst och försvar och injiceras genom en por i nässeltrådens ände eller genom att täcka nässeltrådens utsida. Spirocyster har enkelväggad nässelkapsel och klibbig tråd utan hullingar. Spirocyster är snärjande eller fästande och förekommer oftast endast i epidermis. Cylinderrosornas unika ptychocyster är morfologiskt och funktionellt mycket olika både nematocyster och spirocyster. Ptychocyster finns i epidermis på kolumnen och producerar speciella klibbiga trådar som fångar och armerar samman sedimentpartiklar och på detta sätt formas ett rörlikt hölje för polypen.
Polypens bas (aboral ände, av aboral, längst bort från munnen, motsats till den orala änden, munänden) utgörs typiskt av en fotskiva eller basalskiva. Vissa havsanemoner som lever på mjukbotten har en rundad blåslik fot (physa), anpassad för grävning och förankring i botten (förankringsblåsa eller grävblåsa). Cylinderrosor saknar fotskiva och har en aboral ände med en rundad spets och en poröppning. Hos kolonibildande koralldjur är polyperna vid basen förbundna med varandra genom levande vävnad kallad coenenchym eller hos stenkoraller coenosarc. Coenenchymet är anatomiskt kontinuerligt med polyperna och fungerar som kolonins gemensamma kroppsmassa. Genom coenenchymet går gastrovaskulära kanaler som förbinder närliggande polypers coelenteron med varandra och vatten och näringsämnen cirkulerar mellan polyperna. Tunna kanaler som ansluter till stora kanaler kallas hos åttastråliga koralldjur solenia. Att näringsämnen delas i ett gastrovaskulärt nätverk främjar kolonins överlevnad som helhet. 

### Stödstrukturer
Många kolonibildande koralldjur har yttre eller inre stödstrukturer av kalciumkarbonat eller hornartade ämnen (skleroproteiner) som bildar ett gemensamt kalk- eller hornartat skelett som stadgar kolonin. Yttre skelett innebär att skelettet ligger utanför den levande vävnaden (exoskelett). Inre skelett innebär att skelettet ligger i den levande vävnaden (endoskelett). Vissa solitära koralldjur, som solitära stenkoraller, har också ett fast skelett, som skyddar den enda polypen, men de flesta solitära koralldjur är skelettlösa och har bara ett hydrostatiskt skelett. Skelettlösa koralldjur har mjuka kroppar även om ett extracellulärt kutikulärt yttre skikt, periderm, kan finnas. Periderm har olika struktur beroende på taxa. Havsanemoner kan ha delvis peridermklädd kolumn. Peridermet hos havsanemoner bildar från en tunn hinna till ett tjock och skrovligt lager och består av utsöndrat sekret. Vissa havsanemoner har sandkorn inlagrade i peridermet. Ett släkte, Galatheanthemum, bildar en kitinartad tub. En del andra havsanemoner utsöndrar också kitinartade periderm men utan integriteten hos en tub. Zoanthider kan inkorporera sandkorn i coenenchymet (inkrustation) vilket bildar en skyddande skorpa. Skivanemoner bildar ingen tub eller periderm och har breda och platta polyper med kort kolumn och korta eller reducerade tentakler. Skelettet hos kolonibildande koralldjur tillåter kolonierna att växa till en storlek och en form som inte skulle kunna bäras upp enbart genom ett hydrostatisk skelett. Skelettstrukturen skyddar även polyperna, oftast genom någon form av polypbägare. Benämningen polyparium avser en bildning av kalk eller dylikt som rymmer en polyp (polypbägare; polyphus) eller kolonins fasta stomme (bärande skelett) även kallat polypstock eller korallstock. Koralldjur med skelett brukar i en trivial mening kallas koraller. Koraller med mineraliserade skelett bildar sitt skelett genom biomineralisering. Förmågan till biomineralisering är genetiskt kodad, men påverkas av många yttre faktorer som tillgången till näringsämnen, ljus, temperatur och pH-värde. Ett hot mot koraller med kalkskelett är havsförsurning. Havsförsurning sker genom att hav tar upp koldioxid från atmosfären. Mängden koldioxid i atmosfären har sedan den industriella revolutionen ökat och mängden koldioxid som tas upp av haven har sedan förindustriell tid också ökat, vilket fått effekten att pH-värdet i haven långsamt sjunker. Lägre pH försämrar korallernas förmåga till kalkbildning och försvårar för dem att bygga upp sina kalkskelett, eftersom kalk löses upp när pH-värdet blir lägre. Även andra havslevande djur med skal av kalk påverkas på samma sätt. Kalkbildning hos koraller sker beroende på grupp extracellulärt (utanför cellerna; utanför den levande vävnaden, yttre skelett, exoskelett) eller intracellulärt (i cellerna; i den levande vävnaden, inre skelett, endoskelett).

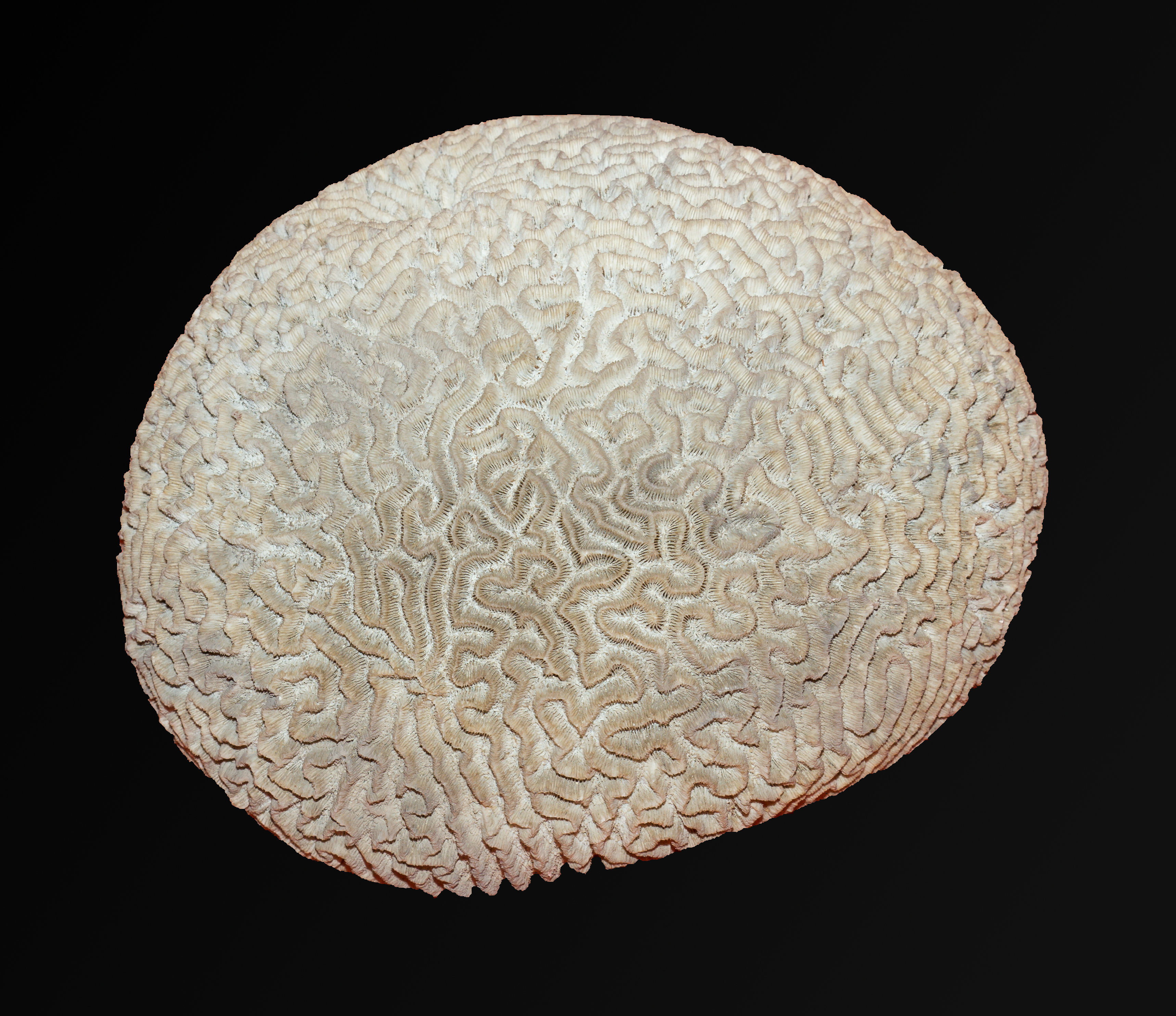
Skelett av en stenkorall, en hjärnkorall, Diploria labyrinthiformis.

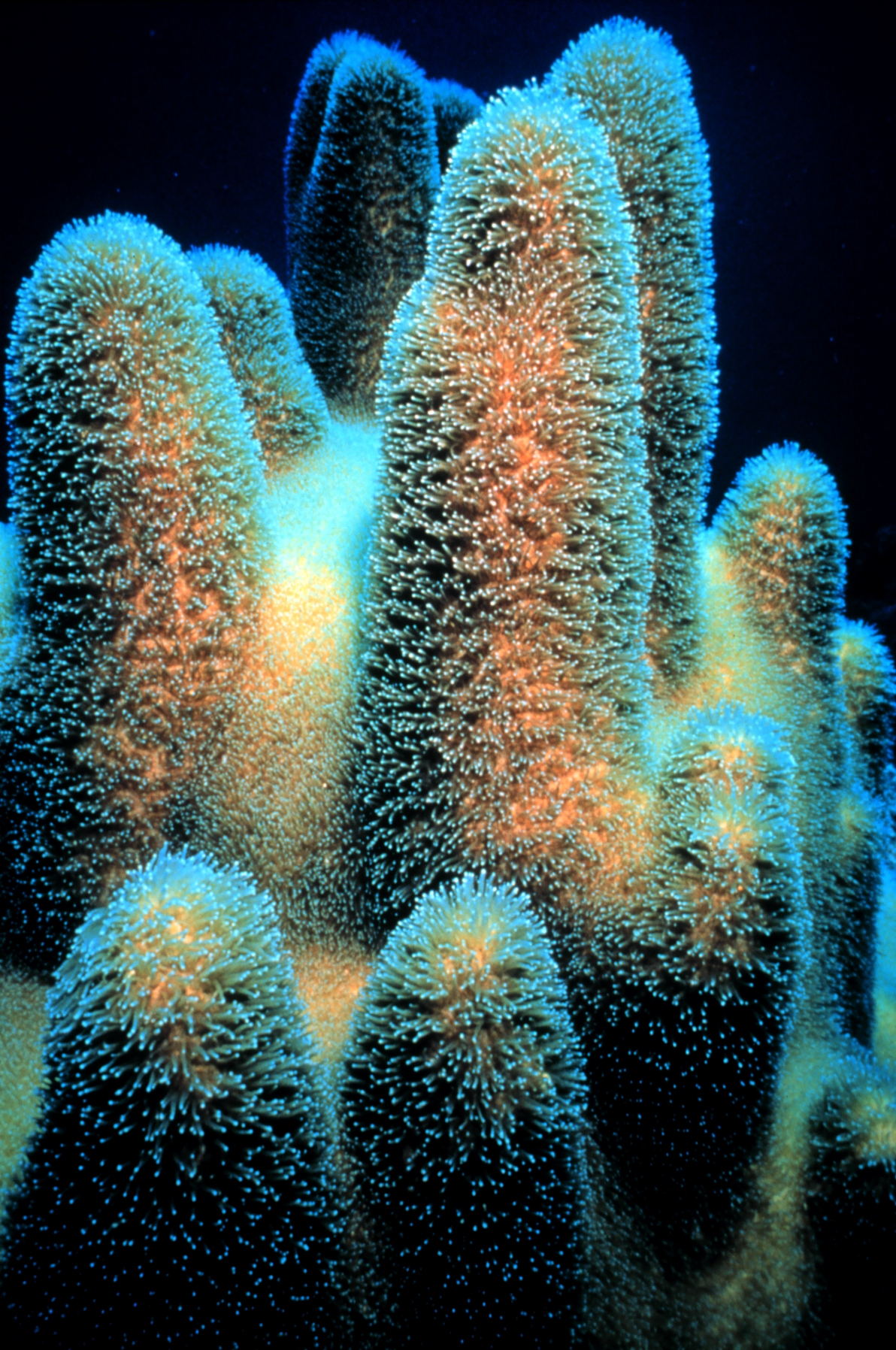
Pelarkorallen Dendrogyra cylindricus, en kolonibildande stenkorall i Karibiska havet. De pelarformade kolonierna kan växa till 3 meters höjd. Polyper är små, mindre än en centimeter i diameter.

#### Stenkoraller
Stenkoraller, ordningen Scleractinia, är sexstråliga koralldjur vars polyper utsöndrar ett yttre skelett av kalciumkarbonat i form av aragonit runt sig så att varje polyp sitter i en solid kalkbägare, calyx. Hos kolonibildande stenkoraller är polyperna förbundna med varandra genom coenosarc. Coenosarc är den tunna levande vävnaden mellan polyperna som ligger utanför kalkbägarens vägg (theca) och över coenosteum, den del av kolonins gemensamma kalkskelett (corallum) som förenar polypernas kalkbägare. Botten på kalkbägaren kallas basalplatta. Basal epidermis som är vänd mot kalkskelettet benämns calicodermis. Calicodermis innehåller speciella celler, calicoblaster som utsöndrar organiska substanser essentiella för kalkbildningen som sker extracellulärt, och desmocyter, ankarceller som fäster polypen vid kalkskelettet. Från kalkbägarens innervägg går radiära kalkväggar (septa) mot calyx centrala axel. Septa utgör stöd för mesenterierna och bildas genom kalkhaltiga utsöndringar från mesenterierna och därför i samma ordning som mesenterierna. Septa som separerar två mesenteriepar kallas primära septa. Septa som separerar två mesenterier som hör till samma par kallas sekundära septa. Kolonibildande stenkoraller har vanligen små polyper. Hos en del är polyperna bara några få millimeter i diameter. Kolonierna växer sakta men kan med tiden ofta bli mycket stora. Corallum, det gemensamma kalkskelettet, byggs upp genom att nya polyper, som bildas genom knoppning, bygger på den tidigare polypgenerationens skelett. Olika taxas kolonier har olika grundformer. Exempel på olika koloniformer är massiv rundad, domformad eller högformad, förgrenad busk-, träd- eller hornlik, skorplik, kolonn- eller pelarlik och platt- eller skivlik. Solitära stenkoraller är fristående polyper med kalkskelett, som bägarkorall. Solitära stenkoraller kan ha ganska stora polyper och många mäter ett par centimeter i diameter. Mycket stora solitära polyper finns i familjen Fungiidae, som bland annat inkluderar svampkoraller (Fungia), som kan bli 25 centimeter i diameter.

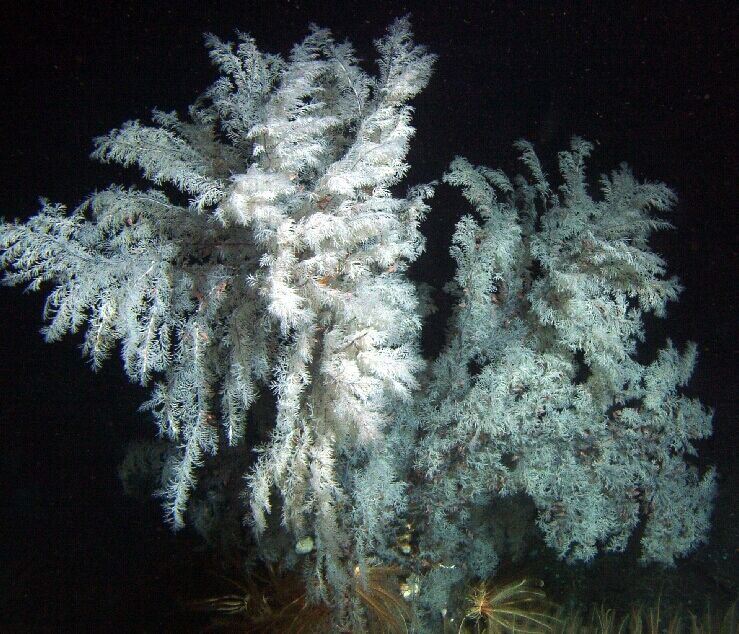
Svartkorallen Antipathes dendrochristos.

#### Svartkoraller
Svartkoraller, ordningen Antipatharia, är sexstråliga koralldjur som bildar kolonier med skelett i form av en inre axel av antipathin (ett hornartat ämne innehållande kitin som är starkt och flexibelt). Kolonierna är ofta förgrenade och träd- eller busklika men en del taxa har ogrenade kolonier som kan vara raka eller vridna likt en spiral. Koloniformen hos vissa djuplevande arter är mycket symmetrisk fjäderlik eller vipplik. Storleken på kolonierna varierar från inte mer än omkring tio centimeter upp till omkring tre meter. Coenenchymet är tunt och polyperna är små och sitter i en eller flera rader längs kolonins grenar. Tentaklerna är sammandragbara men inte indragbara. Tentaklerna kan när de är utsträckta vara fem gånger längre eller mer än när de är sammandragna. Till skillnad från de flesta andra koralldjur har svartkoraller inte cylindriska polyper utan mer sammanpressade, stjärnlika eller utdragna polyper. Tentaklerna sitter inte som hos de flesta koralldjur i kretsar omkring en munskiva, utan reser sig från olika nivåer av polypens sidor. Namnet svartkoraller kommer av färgen på skelettet, som är mörk. Den mörka färgen beror på kitinet. Hos många svartkoraller är skelettet dock egentligen inte svart utan brunaktigt. Polyperna och tentaklerna har ofta klara färger och levande kolonier kan vara vita, rosa, purpur, bruna, röda, gula, orange eller grönaktiga. Svartkoraller kallas även taggkoraller, eftersom skelettet har små taggar. Taggarna mäter sällan mer än 0,5 millimeter i längd och är knappt synliga för blotta ögat. Formen på taggarna är specifik för olika taxa och varierar från triangulär, konisk, tagg- eller nållik till bladlik eller blåslik. En del svartkoraller har bara svagt utvecklade taggar och ibland kan taggar saknas på kolonins tjockaste grenar.

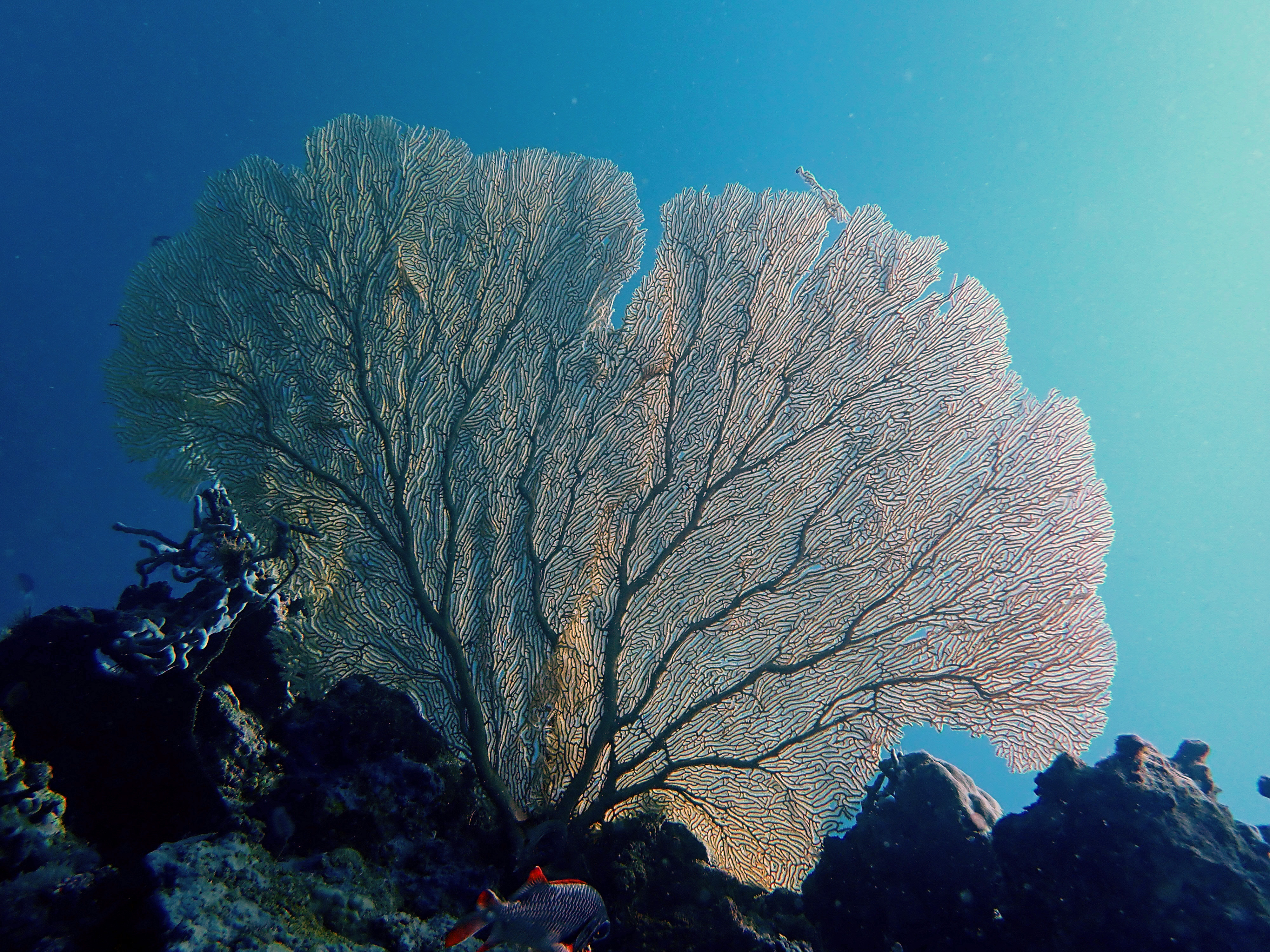
Hornkorallen Annella mollis, Scleraxonia, med förgrenad koloni. Bild från Mayottes marina naturpark.

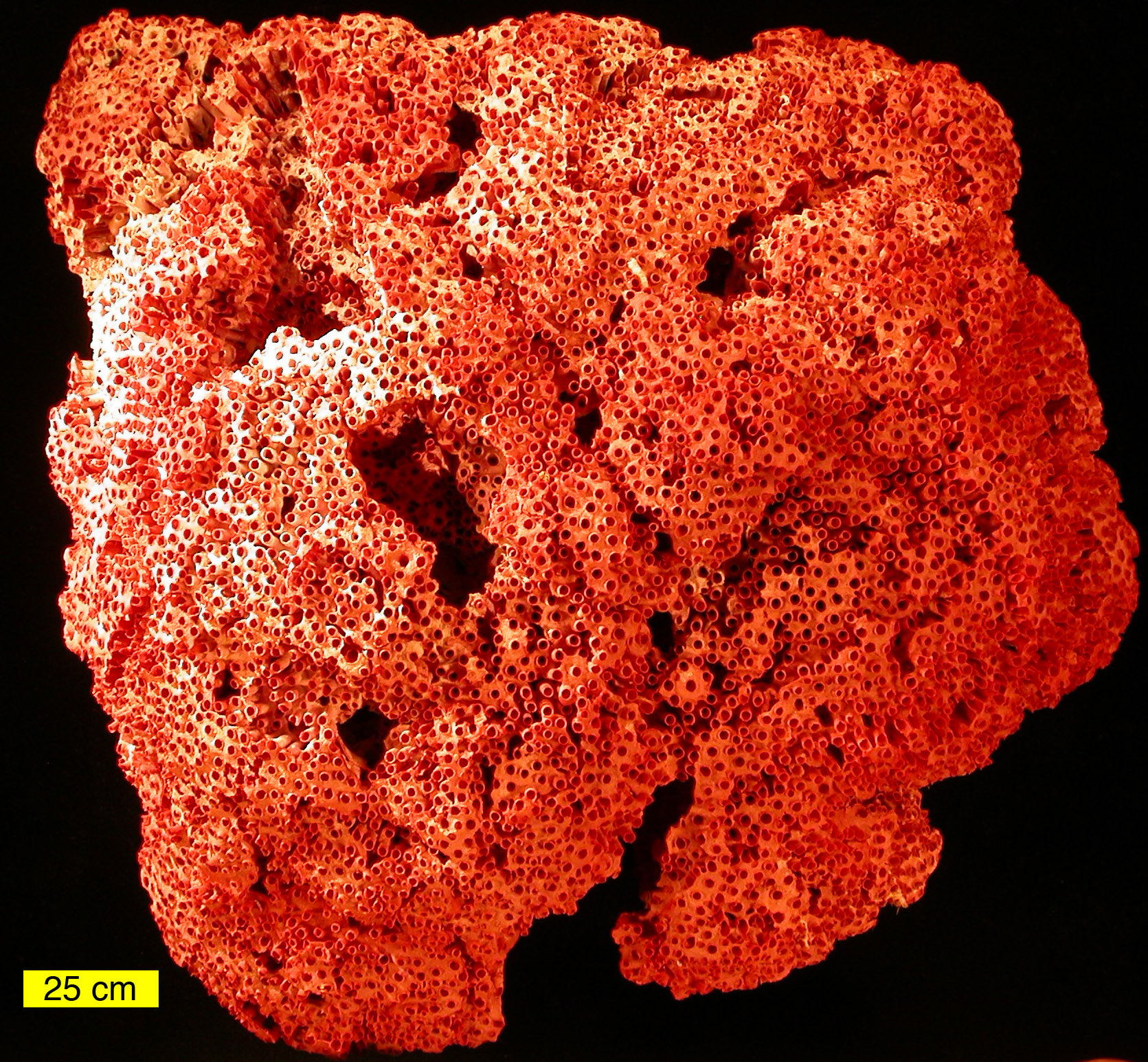
Skelett av orgelkorall.

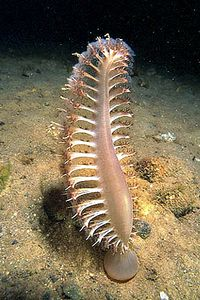
Sjöpennan Pennatula phosphorea med det typiska utseende som gett ordningen sjöpennor dess trivialnamn.

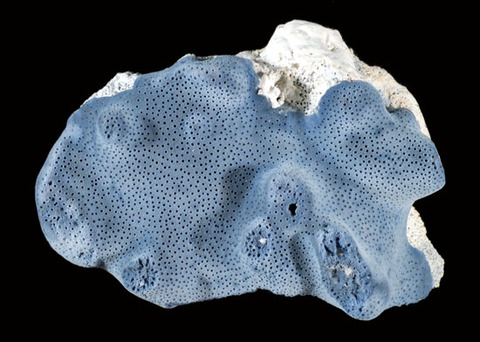
Skelett av blåkorall, Heliopora coerulea.

#### Hornkoraller
Hornkoraller, ordningen Alcyonacea, är åttastråliga koralldjur med inre skelett av gorgonin (ett hornartat ämne som är starkt och flexibelt) och skleriter. Polypernas bas är vanligen inbäddad i coenenchym så att bara munänden och tentaklerna sticker fram. Basen kan vara förstyvad av skleriter till polypbägare som polypens fria del helt eller delvis kan dras in i. Skleriter är små inre skelettelement av kalciumkarbonat i form av kalcit som bildas av speciella celler, scleroblaster som finns i mesogloean, genom intracellulär eller en kombination av intracellulär och extracellulär förkalkning. Skleriter finns också i coenenchymet och fungerar som förstärkning och armering av den gemensamma mjuka vävnaden. Utseendet på skleriterna är specifikt för olika taxa. Skleriter kallas även kalkspikler. Underordningarna Calcaxonia, Holaxonia och Scleraxonia har typiskt förgrenade kolonier med ett skelett i form av en inre axel av gorgonin beklädd med coenenchym i vilket polyperna sitter. Den inre axeln är hos Calcaxonia och Scleraxonia delvis mineraliserad i form av sammanfogade skleriter. Hos underordningen Alcyoniina finns ingen axel men tätt med skleriter i coenenchymet ger kolonierna stadga. Alcyoniina brukar kallas mjukkoraller. Om förekomsten av skleriter i coenenchymet är mycket riklig, som hos många läderkoraller, kan kolonierna dock vara mycket styva. Coenenchymet hos mjukkoraller bildar en basal massa med klumplika eller fingerlika utskott eller veckade lober eller åsar som polyperna sitter på, eller en mjuk förgrenad stam. Underordningen Stolonifera har coenenchym som bildar stolon, horisontella stammar, från vilka polyperna reser sig. Den säregna orgelkorallen som placeras i en egen familj, Tubiporidae, inom Stolonifera har ett för Alcyonacea ovanligt massivt rödfärgat kalkskelett bestående av långsträckta kalkrör bildade av sammanfogade skleriter. Rören, som påminner lite om orgelpipor, därav dess trivialnamn, hålls samman av tvärställda kalkplattor som bildar stolonlika plattformar. Skelettets färg beror på järnsalter. Polyperna som sitter i rören är vita, grå eller grönaktiga och skymmer när de är utsträckta skelettet. Underordningen Protoalcyonaria innehåller endast en art, Taiaroa tauhou, som är unik bland åttastråliga koralldjur genom sina solitära polyper. Den är endast känd från Nya Zeeland och lever halvt nedgrävd i mjukbottnar. Både till utseende och levnadssätt påminner den mer om vissa havsanemoner än andra oktokoraller och den misstas ibland för en liten havsanemon, men den har som alla oktokoraller bara åtta tentakler och som många hornkoraller en förstärkning av skleriter, vilket havsanemoner inte har.

#### Blåkoraller
Blåkoraller, den lilla ordningen Helioporacea, är åttastråliga koralldjur med massiva blåaktiga kalkskelett av aragonit. Skelettets färg beror på järnsalter. Skelettet sekreras av polyperna genom särskilda ektoderma celler och är uppbyggt av lager efter lager av fibro-kristallin aragonit. Polyperna sitter i hål i skelettet och är små och indragbara. Skelettet penetreras av tunna gastrovaskulära kanaler, solenia, och ser därför perforerat ut. Skelettet täcks av coenenchym och levande kolonier ser brunblåaktiga till bruna eller grönaktiga ut. Polyperna är lite vitaktiga och ger när de är utsträckta kolonin ett luddigt utseende. Kolonierna blir med tiden stora och varierar i utseende från massiva till förgrenade träd-, kolonn- eller plattlika former.

#### Sjöpennor
Sjöpennor, ordningen Pennatulacea, utmärks av tydlig polypdimorfism. Detta innebär att polyperna i kolonin är tydlig funktionellt specialiserade. En sjöpenna består av en stor primärpolyp (oozooid) som har en nedre del eller fot (pedunculus) som förankrar kolonin och en övre del (rhachis) som bär upp sekundära polyper, i form av siphonozooider som tar in vatten och autozooider som fångar föda. Primärpolypen har en inre skelettstav av pennatulin (ett hornartat ämne) och kalciumkarbonat som stöd och kolonin förstärks även av skleriter. Siphonozooider saknar tentakler och har reducerade mesenterier, inga gonader och förstorade siphonoglypher. Deras primära funktion är att upprätthålla den inre cirkulationen av vatten i kolonin. Autozooider motsvarar normala polyper med tentakler och gonader och svarar för födointag och sexuell reproduktion. Namnet sjöpennor kommer av att en del sjöpennor, särskilt i men inte enbart i underordningen Subsessiliflorae, har fjäderlika kolonier som påminner om sådana fjäderpennor som man förr brukade som skrivdon. Andra trivialnamn på arter i denna koralldjursordning är sjöfjädrar, havsfjädrar eller piprensare. De flesta arter inom ordningen liknar dock inte fjäderpennor, utan är mera klubblika eller paraplylika eller liknar vindsnurror. Sjöpennor lever på mjukbottnar och förankrar sig i sedimentet med hjälp av foten som slutar i en grävblåsa. Om sjöpennan störs kan hela kolonin dras ner i sedimentet för att skydda sig.

## Ekologi

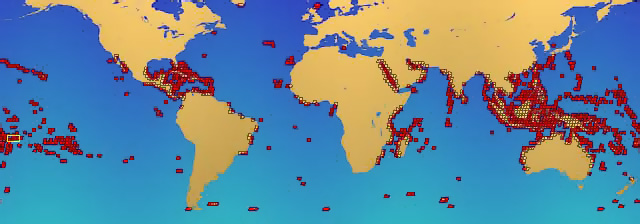
Förekomst av korallrev världen runt.

Koralldjur förekommer både i tropiska och tempererade hav och i många olika miljöer, från den intertidala zonen och ned till omkring 6 000 meters djup. Ofta förknippas koralldjur och speciellt koraller med korallrev och det är också koralldjur, huvudsakligen stenkoraller, som till stor del har byggt upp dagens korallrev. Korallrev har mycket stor betydelse för havens ekosystem och biologiska mångfald. De mest välkända korallreven är de som förekommer i tropiska ljusa och grunda hav. Hit räknas bland annat Stora barriärrevet utanför nordöstra Australien och korallreven i den så kallade koralltriangeln i Sydostasien. Tropiska korallrev hyser en mycket stor artrikedom, inte bara av koraller och andra koralldjur utan också av andra marina djur, från fiskar, hajar och rockor till blötdjur, kräftdjur, svampdjur och tagghudingar. Men det finns också andra typer av korallrev, som kallvattenrev och djuphavsrev. Dessa korallrev finns som det antyds i kallare och djupare vatten. Koraller som lever i dessa rev kallas kallvattenkoraller eller djuphavskoraller och klarar de låga temperaturer och mörker som råder i kalla och djupa hav. Kallvattenrev och djuphavsrev är viktiga marina miljöer och rika organismsamhällen, även om antalet arter av revbyggande koraller är få jämfört med tropiska rev (ett tropiskt korallrev innehåller vanligen många arter av revbyggande koraller medan ett kallvattenrev eller djuphavsrev ofta domineras av en eller några få revbyggande korallarter). Kallvattenrev finns i tempererade hav som i norra Atlanten och utanför Nya Zeeland, Japan och Patagonien. Djuphavsrev kan bildas längs kontinentalsocklarnas sluttningar, i djuphavskanjoner och på djuphavsberg. Utmed Sveriges kuster bildar ögonkorall kallvattenrev i Koster-Väderö-rännan på 80–100 meters djup utanför norra Bohuslän.
Koralldjur är typiskt sessila och lever fastsittande på hårda underlag eller förankrade i bottensediment. Koraller, skivanemoner, zoanthider och havsanemoner fäster sig typiskt vid hårda underlag (hårdbottnar, rev, klippor, stenar och andra fasta underlag). Sjöpennor, vissa havsanemoner och cylinderrosor lever typiskt på mjukbottnar. Några koralldjur, främst i form av solitära polyper, har dock viss aktiv eller passiv förflyttningsförmåga, även om de huvudsakligen är sessila. Till dessa hör vissa havsanemoner som sakta kan krypa fram på sin fotskiva eller hastigt släppa från underlaget och följa med havsströmmarna till en ny plats. Havsanemoner som inte har god födotillgång tenderar att krypa mer än dem som har god födotillgång. Att hastigt släppa från underlaget och låta sig föras till en ny plats kan för havsanemonen vara ett sätt att undkomma ett angrepp från en predator eller för stark konkurrens om utrymme och föda. Svampkoraller är solitära stenkoraller som är fastsittande som unga men som när de blir större lossnar och sakta kan röra sig över underlaget. Sjöpennor i släktet Renilla har ett ovanligt njurlikt utseende och kan sakta krypa fram på sin platta primärpolyp. Genom att koralldjur har frisimmande larvstadium (eller pelagiska larvstadium) kan de som arter fast polyp och kolonier är sessila spridas långa sträckor.

### Föda och symbios

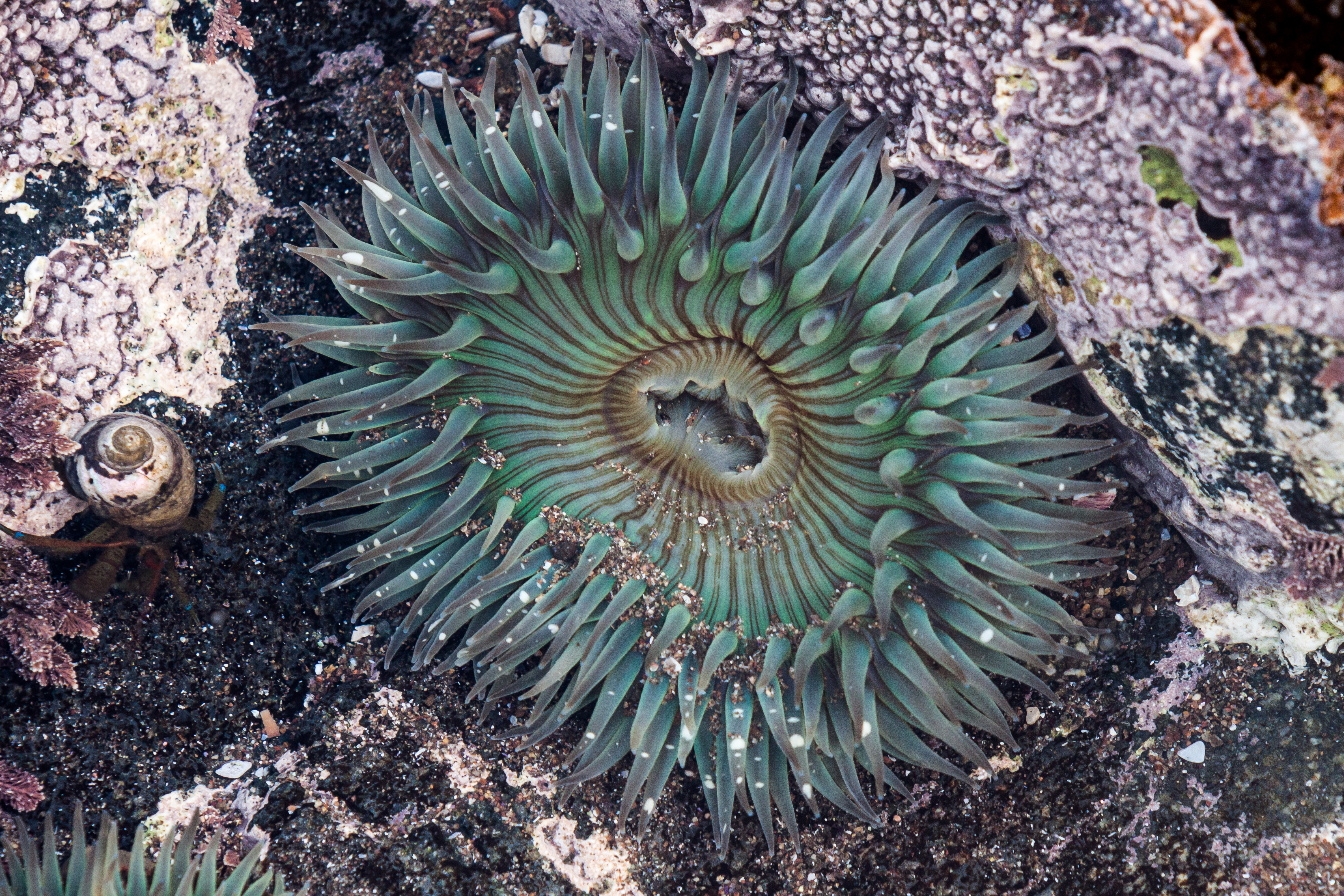
Havsanemon från Baja California.

Koralldjur är karnivorer eller filtrerare som typiskt livnär sig på zooplankton och andra små organismer. Men vissa kan fånga större byten, till och med små fiskar. En del koralldjur, däribland många revbyggande koraller, har även ett annat sätt att livnära sig och får en stor del av sitt energibehov tillgodosett genom att leva i symbios med encelliga fotosyntetiserande zooxantheller, som lever som endosymbionter inuti koralldjurens vävnader. Några havsanemoner har både zooxantheller och zoochloreller, encelliga grönalger, som symbionter. Några få revbyggande koraller har inte zooxantheller, som ögonkorall. Koraller utan zooxantheller kan leva i djupare och kallare vatten än koraller med zooxantheller, men måste få all energi från födan.
Koralldjur fångar som fastsittande karnivorer vanligen alla byten som kommer inom räckhåll för deras tentakler och som de kan övermanna. Storleken på bytet beror därför på storleken på polypen. Vissa havsanemoner med stora polyper kan fånga små fiskar, maneter, sjöstjärnor och krabbor. Tentaklernas utseende och nässelcellernas förmåga att bedöva byten påverkar också vilka byten som kan fångas. För att fånga små byten behöver tentaklerna inte vara särskilt kraftiga och giftet inte så stark. Långa, svepande och tunna tentakler passar bra för att fånga zooplankton. För att fånga stora och rörliga byten som fiskar behövs kraftiga tentakler och starkare gift. Medelkraftiga och medellånga tentakler passar för att fånga både små och lite större byten. Nässelcellerna utlöses av beröring eller vibrationer från bytets rörelser. Tentaklerna för födan till munnen och födan sväljs genom munröret till maghåligheten där digestionen sker. Osmältbara delar av bytet spottas ut genom munnen. Korallpolyper är vanligen aktiva på natten i den meningen att det är under natten som de sträcker ut sina tentakler för att fånga föda. På dagen är polyperna vanligen indragna för att vara skyddade. Många andra koralldjur också främst nattaktiva. Grävande havsanemoner kan till exempel tillbringa dagen nedgrävda i botten och cylinderrosor kan tillbringa dagen indragna i sitt rör, men under natten kommer polyperna fram och sträcker ut sina tentakler.  

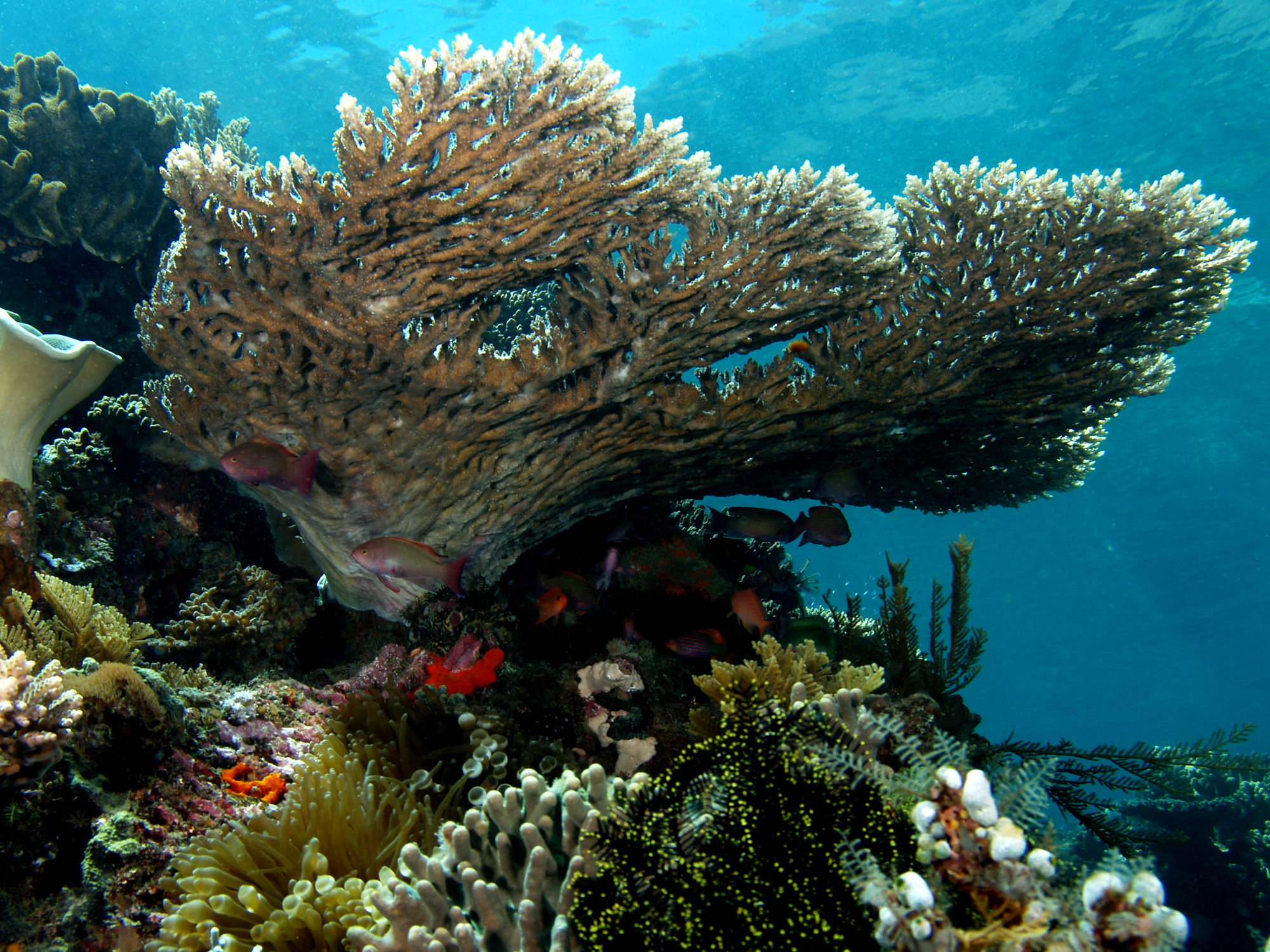
Korallrev utanför Östtimor. Den stora korallen är en Acropora latistella, en revbyggande stenkorall med zooxantheller.

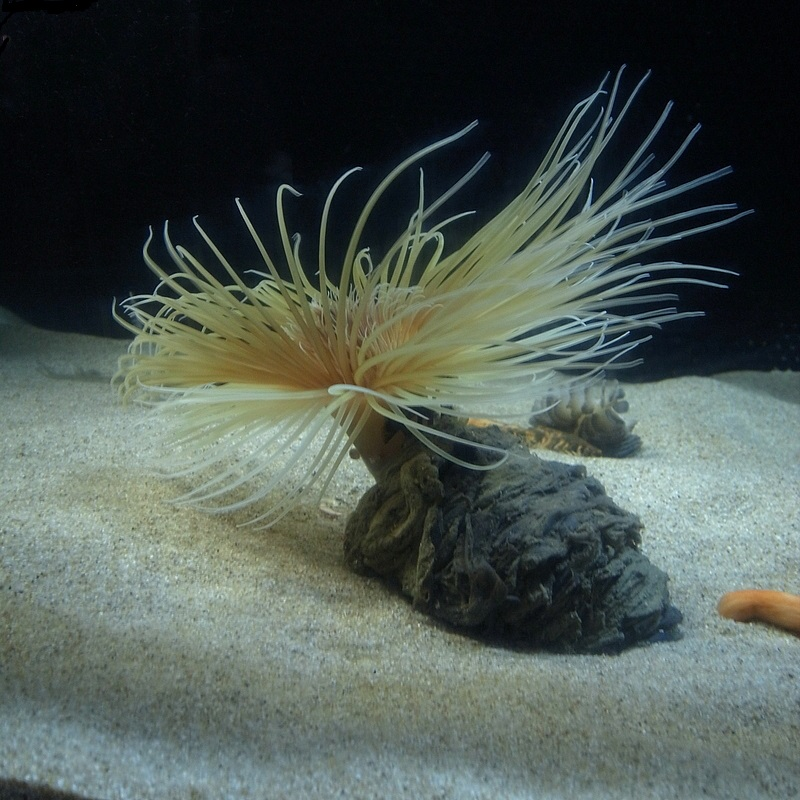
Cylinderrosen Cerianthus filiformis.

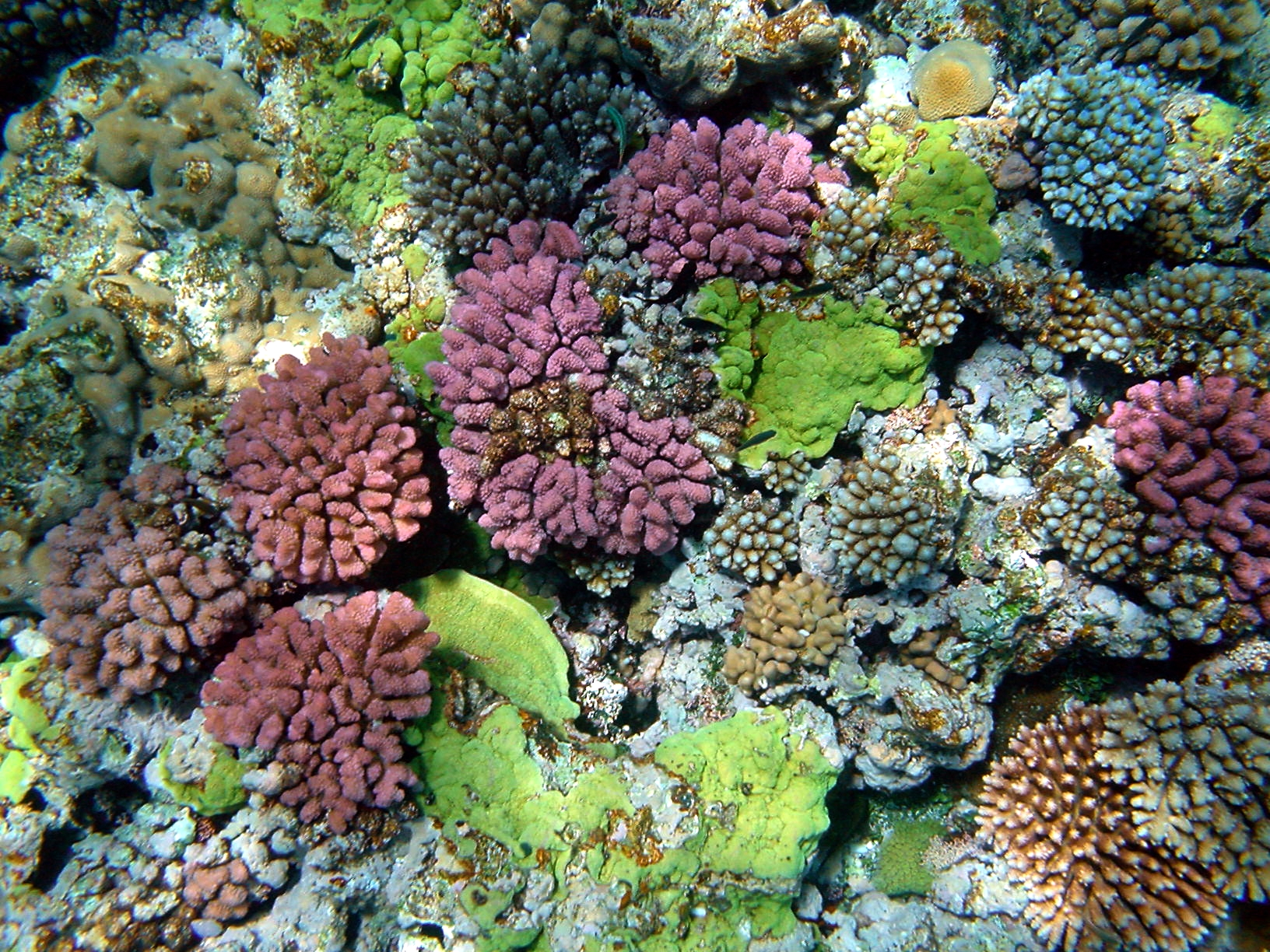
Korallrev utanför Nya Guinea med stenkoraller. Färgerna är en kombination av färg från zooxantheller och korallernas färg.

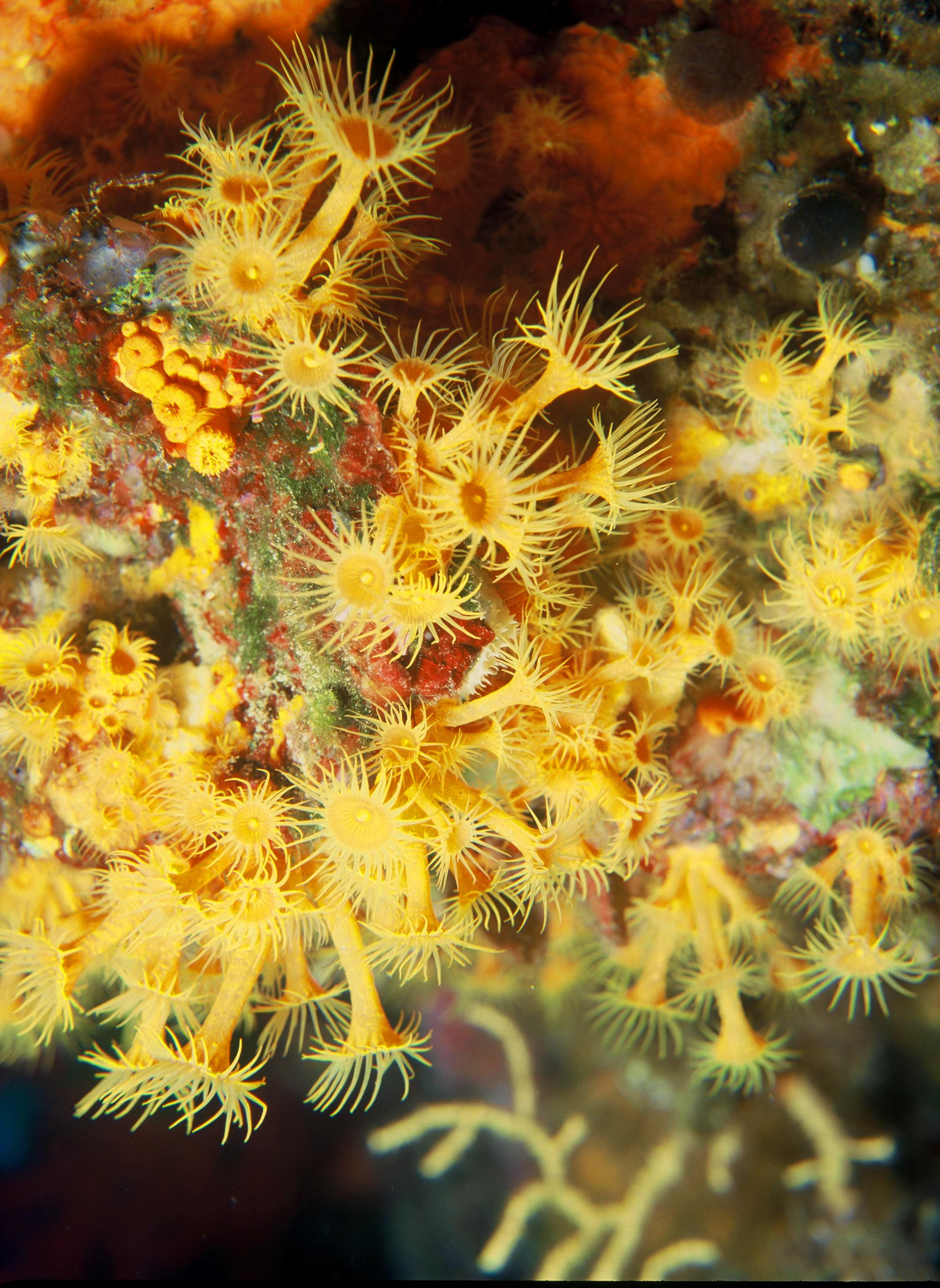
Zoanthiden Parazoanthus axinellae.

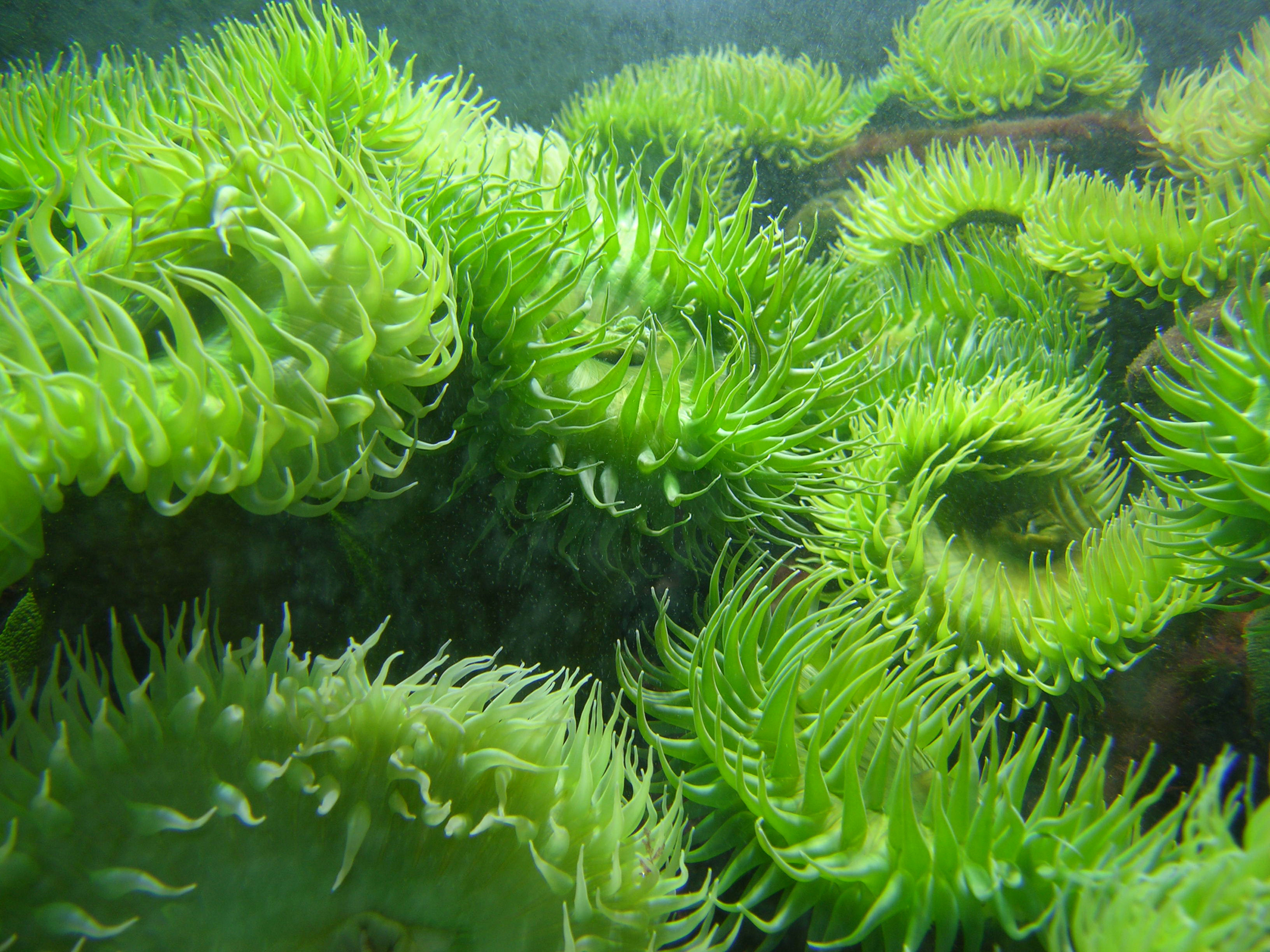
Havsanemoner, släktet Anthopleura, som har både zooxantheller och zoochloreller.

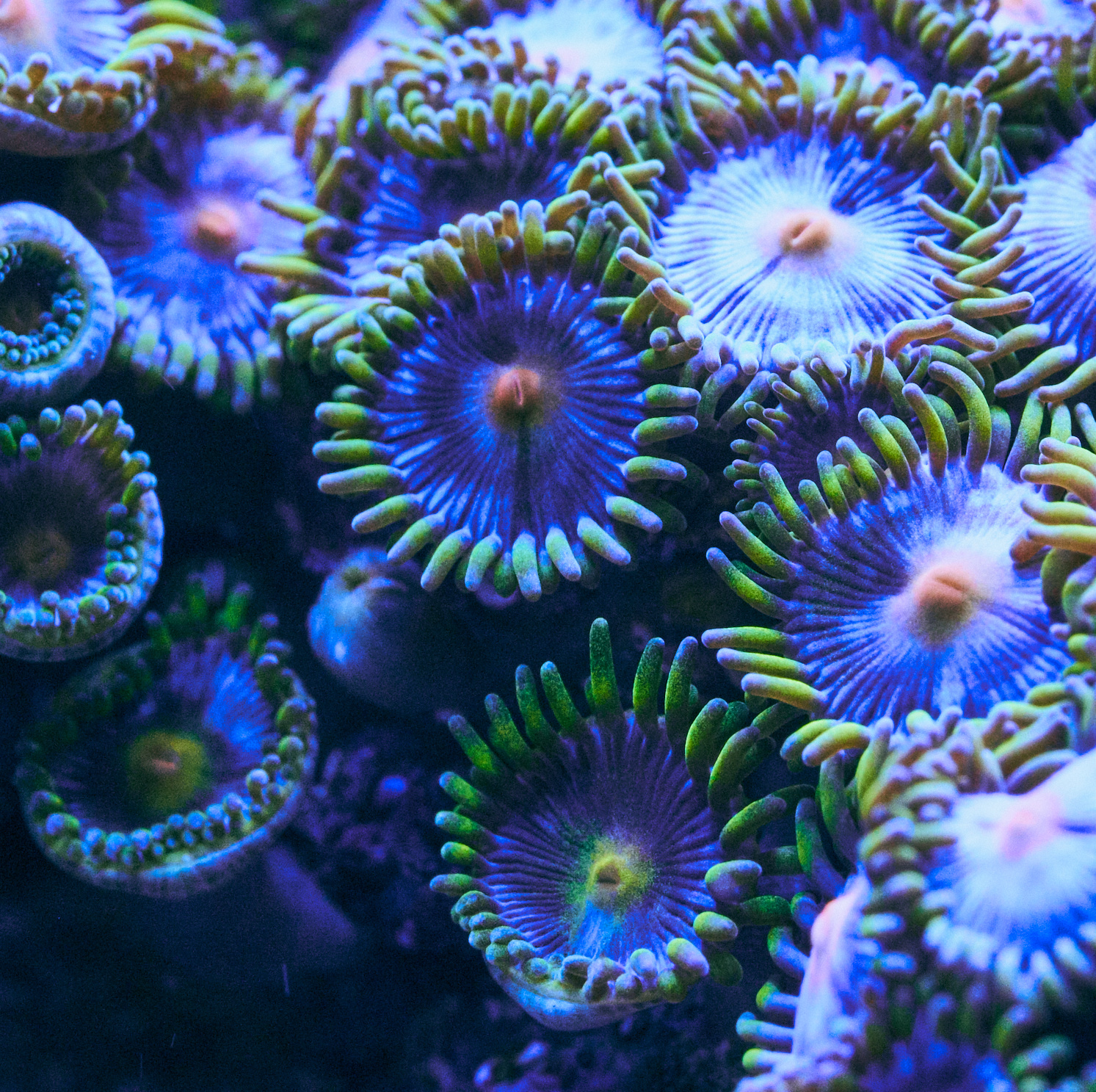
Zoanthider av släktet Zoanthus.

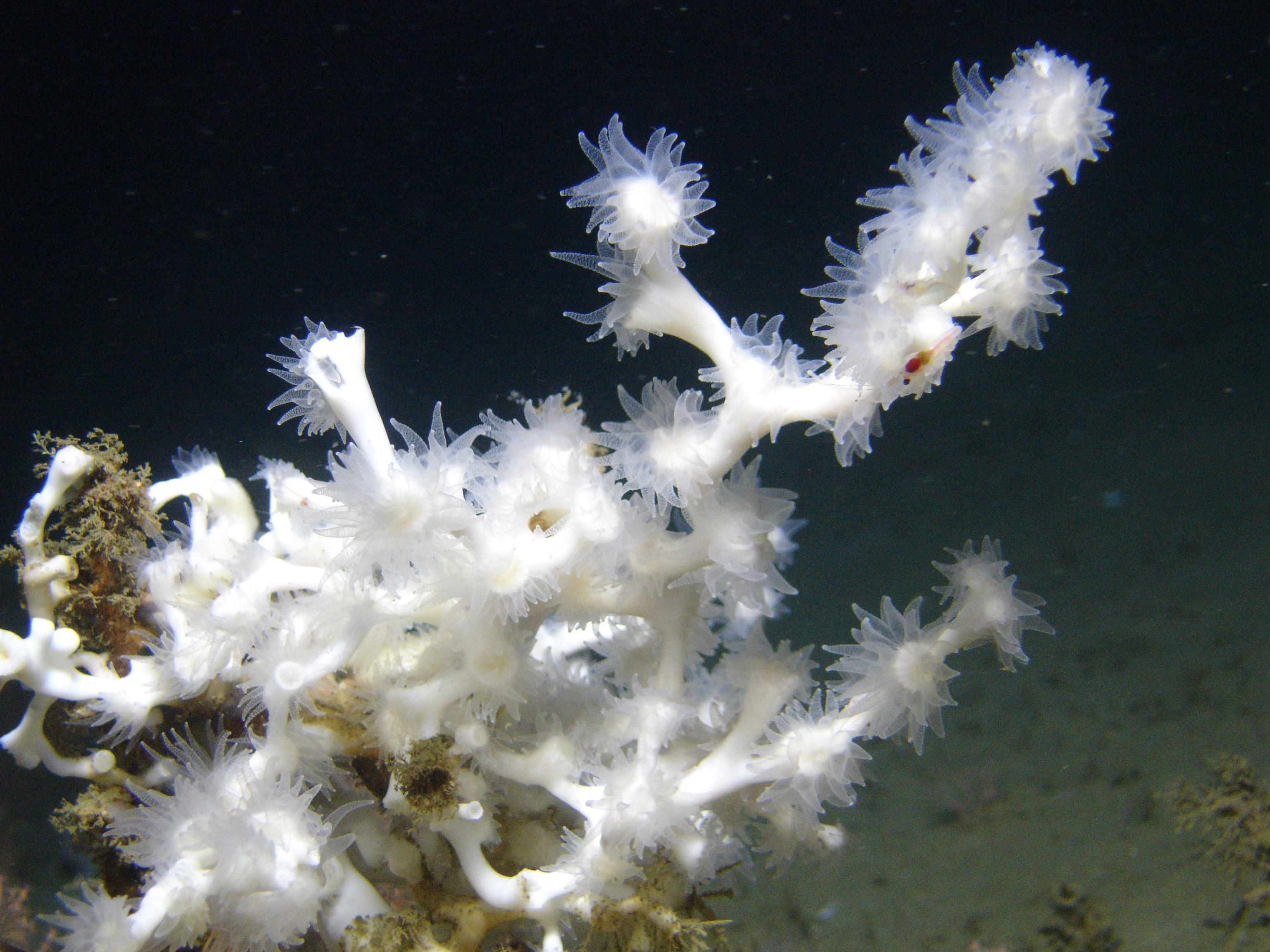
Ögonkorall har inga zooxantheller och kan leva på djupt vatten.

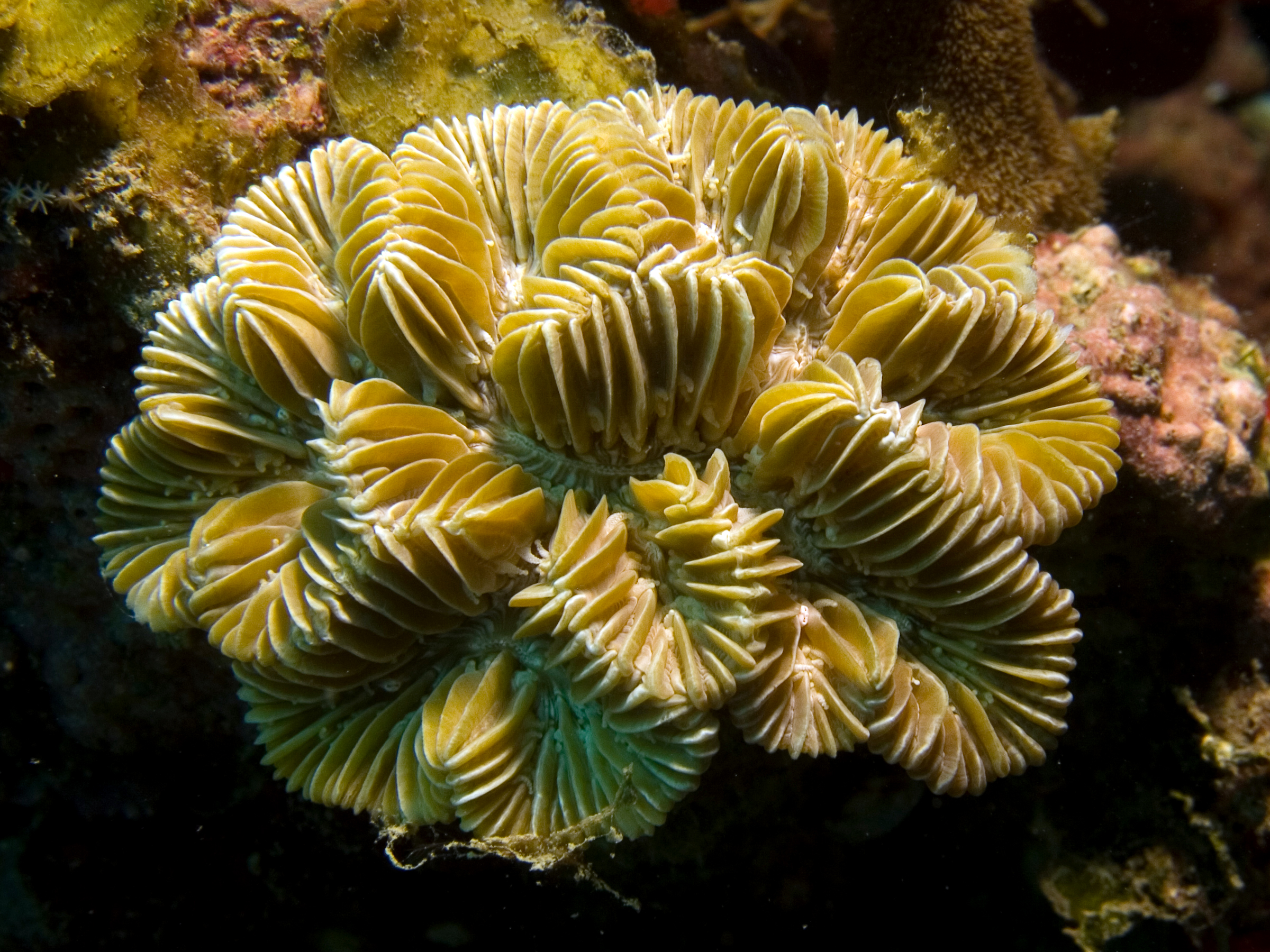
Stenkorallen Meandrina meandrites rödlistades 2021 som akut hotad sedan arten drabbats av flera korallsjukdomar.

Många revbyggande koraller, som stenkoraller, orgelkorall och blåkoraller, men även vissa skelettlösa koralldjur, som vissa havsanemoner, lever i symbios med zooxantheller (dinoflagellater av släktet Symbiodinium), som har förmågan till fotosyntes. Zooxanthellerna lever i vakuoler i koralldjurens endodermala celler, det vill säga i gastrodermis. Både koralldjuren och zooxanthellerna drar nytta av förhållandet som därför betecknas som en mutualistisk endosymbios. Genom fotosyntes producerar zooxanthellerna energi, i form av fotosyntesprodukter, som glukos, mer än de själva behöver, och överskottet, som kan uppgå till 95 procent av produktionen, överförs till värden. Denna energi används av koralldjuren bland annat för att växa och av revbyggande koraller för att bilda de stora mängder kalciumkarbonat som behövs för att bygga upp massiva kalkskelett.
Men zooxanthellerna förser inte bara korallen med energi, fotosyntesen accelererar också kalkbildningen vilket gör att kalkskelettet kan byggas upp snabbare, till fördel för korallen i konkurrensen om utrymme. I utbyte förses symbionterna, förutom med en skyddad livsmiljö, med restprodukter från korallens metabolism, bland annat oorganiska näringsämnen som kväve och fosfor, som zooxanthellerna behöver. Symbiosen mellan koraller och zooxantheller tros vara en av nyckelfaktorerna till korallernas framgång i tropiska hav, som vanligen är mycket näringsfattiga. Många tropiska revbyggande koraller är beroende av zooxantheller och om de förloras, något som kallas korallblekning, svälter och försvagas korallerna och kan i allvarliga fall dö. Benämningen korallblekning kommer av att den levande vävnaden hos korallerna bleknar, tappar färg, och blir nästan genomskinlig. Det är nämligen zooxanthellerna som ger många koraller mycket av deras färger. Speciellt gröna, bruna och rödaktiga färger, som är vanliga hos många koraller, kommer ofta från zooxantheller. Purpuraktiga och blåaktiga färger, som är mer ovanliga, kommer från pigment som korallerna själv producerar. Fotosyntes kräver solljus och lagom temperatur. Därför finns koraller med zooxantheller i klara vatten från nära vattenytan och ned till cirka 50 meters djup med en temperatur på mellan 20°C och 32°C  (många tropiska koraller föredrar 22–29°C). Djupare än 50 meter når oftast inte tillräckligt med ljus ned för fotosyntesen ska fungera. En för låg eller hög temperatur stressar korallerna och kan få dem att stöta bort zooxanthellerna, liksom en för låg eller hög salthalt, onormal sedimentering, grumling eller nedsmutsning av vattnet.
Några få revbyggande koraller har inte zooxantheller, som ögonkorall. Koraller utan zooxantheller är inte beroende av solljus och kan leva i djupare och kallare vatten än koraller med zooxantheller, men måste få all energi från födan. De flesta koraller utan zooxantheller är inte revbyggande, men ingår som viktiga delar i ett levande korallrev. En del storvuxna svartkoraller och hornkoraller kan bilda stora bestånd, så kallade korallskogar, som är viktiga livsmiljöer för andra marina djur. Koralldjur kan leva ned till cirka 6 000 meters djup men vissa som en del svartkoraller lever ännu djupare. Totalt sett är antalet beskrivna arter av djuplevande koraller (djupare än 50) nästan lika stort som antalet beskrivna arter av grundvattenkoraller. På stora djup är temperaturen låg men stabil. Många kallvattenkoraller och djuphavskoraller föredrar en temperatur på 4–12°C men några klarar temperaturer på ned till -1°C. Även andra koralldjur utan zooxantheller kan leva i djupa och kalla vatten. Det finns till och med en liten havsanemon, Edwardsiella andrillae, som lever under havsisen vid Antarktis (Ross shelfis). Denna havsanemon sitter förankrad i isen med tentaklerna i vattnet, ungefär som vissa andra havsanemoner lever nedgrävda i botten. Djuplevande koralldjur kan förutom levande zooplankton livnära sig på marin snö som är partiklar av dött organiskt material som sjunker ned från den eufotiska zonen.
Vissa koralldjur har mutualistiska eller kommensalistiska symbiotiska förhållanden med andra marina djur. Till de mest kända exemplen hör havsanemoner som lever i symbios med eremitkräftor, krabbor eller clownfiskar. Havsanemonernas giftiga nässelceller avskräcker predatorer och havsanemonen används därför som ett skydd av djur som har anpassat sig till dem. Fördelen för havsanemonen är oftast att den kan få del av matrester från sin symbiont som den kan nyttja som föda. Eremitkräftor och krabbor kan använda havsanemoner som skydd genom att fästa dem på sitt skal. Även vissa havssnäckor kan ha havsanemoner på sitt skal. De små krabborna i släktet Lybia håller en liten havsanemon i varje klo och viftar med dem för att avskräcka angripare. Clownfiskar bor i havsanemoner och gömmer sig bland tentaklerna. Havsanemonen skyddar clownfisken mot predatorer och anemonen får matrester från fisken. Symbiosen med clownfiskarna fungerar eftersom fiskarna har ett speciellt slemlager som skyddar dem från havsanemonens nässelceller. Vissa små räkor, som Periclimenes, gömmer sig också i havsanemoner. Små krabbor av släktet Trapezia lever i kolonier av korallsläktet Pocillopora, ett släkte stenkoraller. Krabborna äter energirika utsöndringar som korallen, som har zooxantheller, producerar, och försvarar korallen som är dess hem mot bland annat den korallätande sjöstjärnan Acanthaster planci, törnekrona, som annars kan stor orsaka skada på korallrev om den uppträder i stora antal. Papegojfiskar äter alger som annars skulle kunna överväxa korallerna. Papegojfisken Bolbometopon muricatum äter dock även levande korallpolyper. Korallgobien Gobiodon histrio som lever bland koraller av släktet Acropora äter den giftiga grönalgen Chlorodesmis fastigiata som annars skulle kunna skada korallerna. När korallen känner algens gift utsöndrar den egna ämnen som fungerar som en signal till korallgobierna som kommer och äter upp algen.

### Predatorer
Till predatorer på koralldjur hör förutom vissa sjöstjärnor och fiskar även vissa havsmaskar och havssniglar. Djur som äter koraller brukar kallas korallivorer. Det finns också havsmaskar, mollusker och kräftdjur som ascothoracider, hoppkräftor och rankfotingar, som är parasiter på koralldjur. Vissa havsspindlar kan vara predatorer eller parasiter på havsanemoner (de parasitiska suger ur havsanemonen, men den överlever ofta attacken).
Koralldjurslarver som driver pelagiskt i havet blir föda för många planktonätande djur.

### Konkurrens
Koraller konkurrerar om utrymmet på revet med andra sessila organismer. Speciellt alger som vanligen växer mycket fortare än koraller och som kan överväxa koraller om de inte hålls tillbaka utgör ett hot. Svampdjur kan också konkurrera med koraller och kan i vissa fall överväxa koraller. Eldkoraller är sessial hydrozoer som också kan konkurrera om utrymme. Korallerna konkurrerar även med varandra. En strategi för koraller att hävda sig i konkurrensen om utrymme gentemot andra koraller är att vara mer snabbvuxen och ha en växtform som skuggar närliggande korallkolonier som inte växer lika fort så att dessa får mindre solljus och inte kan fånga så mycket zooplankton vilket gör att de konkurrerande kolonierna växer ännu saktare och till slut till och med dör. En annan strategi är aggressivitet som innebär att polyperna i en koloni attackerar polyper av andra kolonier som kommer för nära med sina nässelceller. Även solitära polyper kan på liknande vis vara aggressiva. Besegrade polyper dör eller om de har förmågan, som vissa solitära koralldjur, flyttar sig.

### Sjukdomar
Koralldjur kan som alla organismer drabbas av sjukdomar. På 1970-talet blev en påtaglig ökning av korallsjukdomar i Karibien uppmärksammad och man började mer systematiskt dokumentera korallsjukdomar, främst på stenkoraller, som är revbyggande koraller. Idag är flera olika sjukdomar kända. Det som ofta händer med korallerna är att korallen får missfärgningar och till slut dör den yttersta delen av korallen, eller hela korallen. Korallsjukdomar har senare också dokumenterats från andra hav än de karibiska och på många olika arter av koraller. Ökningen av sjukdomar kan ha samband med ökad stress hos korallerna, troligen orsakad av negativa förändringar i livsmiljön, som försämrar motståndskraften mot patogener.

### Bioluminiscens
Många koralldjur avger ljus som ett resultat av biofluorescens eller bioluminiscens. Varför är i många fall inte fullt känt men fenomenen tros kunna fylla flera och olika syften. Biofluorescens hos koralldjur förekommer hos vissa koraller och anemoner och innebär absorption av ljus av en färg (våglängd) och avgivande av ljus av en annan färg, vilket sker med hjälp av fluorescerande proteiner. I grunda tropiska korallrev kan fluorescens fungera som skydd mot ultraviolett ljus (se mera i grönt fluorescerande protein, GFP) som annars kan skada korallernas vävnader och zooxanthellerna som lever i dem. I djupare rev, dit mest blått ljus når ned, kan fluorescens vara ett sätt att utnyttja det sparsamma ljuset maximalt genom att omvandla blått ljus, som visserligen når ned långt i vattnet men inte tränger genom koralldjurens vävnader särskilt väl, till orange-rött ljus, som inte når lika långt ned i vattnet men bättre tränger genom vävnad till zooxanthellerna. Fluorescerande molekyler har också föreslagits ha antioxidantiska egenskaper, då skadade koraller ofta lyser upp extra mycket. Fluorescensen är inte synlig för det mänskliga ögat i dagsljus, men kan ses om natten. Då många fluorescenta koralldjur lyser kring munnen och tentaklerna är det även möjligt att ljuset fungerar som lockbete för vissa byten som dras till ljuset. Zooplankton kan till exempel dras till ljus. Bioluminiscens är produktion och utsändande av ljus hos levande organismer. Bioluminiscens har observerats hos sjöpennor och vissa oktokoraller, som bambukoraller (Isididae) och mjukkorallen Eleutherobia grayi. Funktionen kan vara att avskräcka eller varna predatorer. Bioluminiscens är ovanligt hos stenkoraller och anemoner (de är vanligen är biofluorescerande, inte bioluminiscenta). Bioluminiscens inom Hexacorallia förekommer dock till exempel hos zoanthider i släktet Parazoanthus. Men ljus från zoanthider kan också bero på fluorescerande proteiner som hos släktet Zoanthus.

### Fortplantning

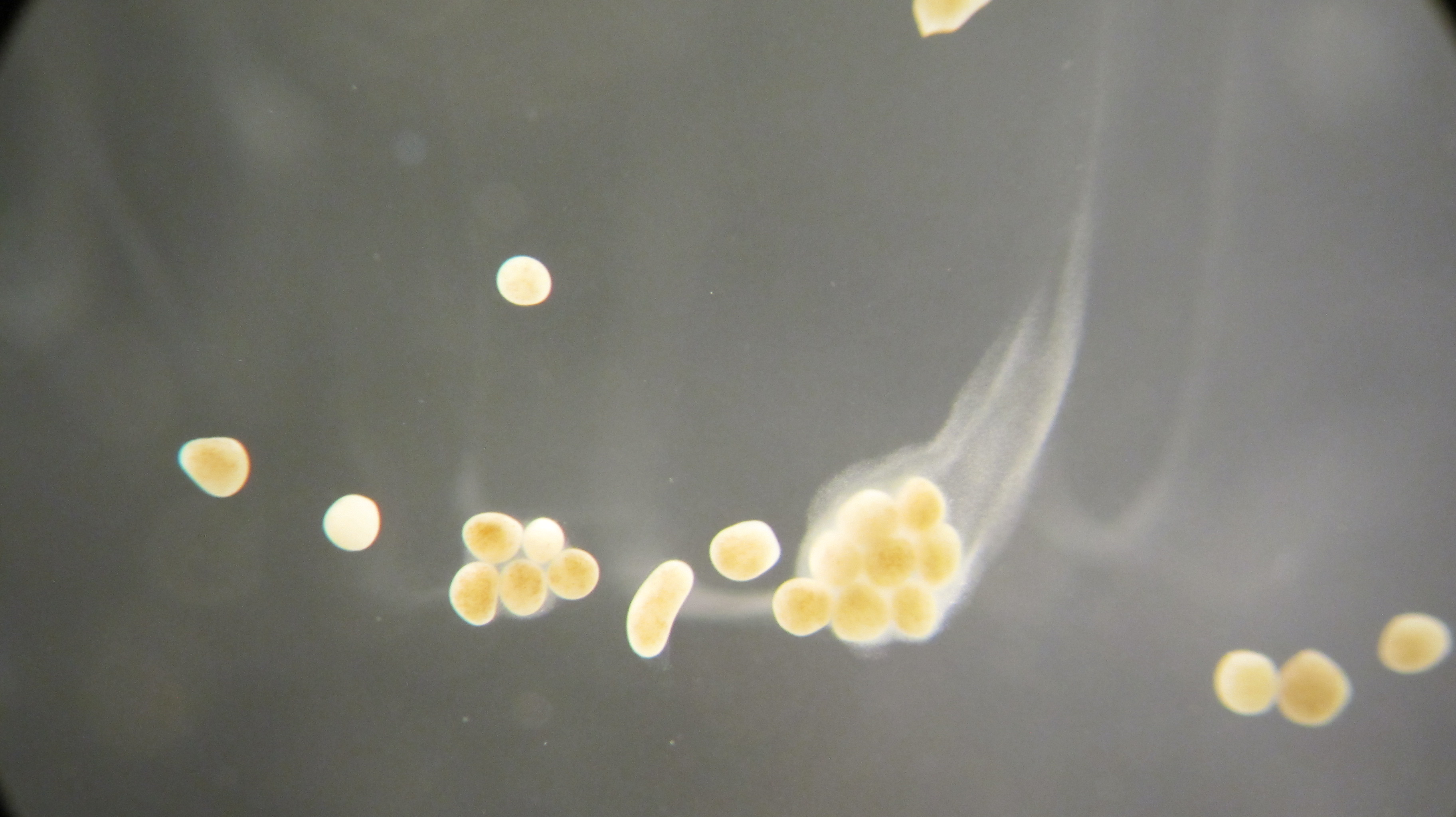
Gameter, Montipora capitata, stenkorall.

Fortplantning hos koralldjur sker genom sexuell eller asexuell förökning. Polyperna bildar könsceller, gameter, ägg och spermier. Både gonochorism (skilda kön, hane eller hona) och hermafroditism (tvåkönad) förekommer, både hos solitära och kolonibildande polyper. Gonochorism är den ursprungliga egenskapen och överväger inom de flesta ordningar, men hermafroditism har utvecklats oberoende och förekommer inom flera ordningar. Den sexuella reproduktiva strategin varierar från äkta gonochorism som innebär att könen är skilda och stabila, till sekventiell hermafroditism som innebär att polypen eller kolonin i en viss livsfas byter kön som en normal del av dess livscykel, eller äkta hermafroditism (simultanhermafroditism) som innebär att polypen eller kolonin har både hanliga och honliga könsanlag. Ovanliga men förekommande är gynodioeci som innebär att vissa polyper eller kolonier i en population är honor och vissa hermafroditiska, och trioeci eller polygamodioeci som innebär att vissa polyper eller kolonier i en population är hanar, vissa honor och vissa hermafroditiska. Bland stenkoraller med zooxantheller är cirka 70–75% hermafroditiska, resten är gonochoriska. Kallvattenkoraller och djuphavskoraller utan zooxantheller är ofta gonochoriska och mer sällan hermafroditiska. Svartkoraller är gonochoriska och även sjöpennor och de flesta oktokoraller är gonochoriska, men en del oktokoraller är hermafroditer. Havsanemoner, skivanemoner och zoanthider är gonochoriska eller hermafroditiska. Cylinderrosor har protandrisk hermafroditism som är en form av sekventiell hermafroditism där individen börjar som hane och sedan blir hona. Det motsatta förhållandet, från hona till hane, kallas protogyn hermafroditism.

Generaliserad livscykel hos koraller genom sexuell förökning: Kolonier släpper ut gameter i kluster (1) som flyter upp mot ytan (2) och skingras. Spermier befruktar äggen (3). Embryot utvecklas till en planulalarv (4) som slår sig ned på ett underlag (5) och utvecklas till en juvenil polyp (6) som mognar och börjar föröka sig asexuellt genom knoppning (7) så en ny koloni bildas (8).

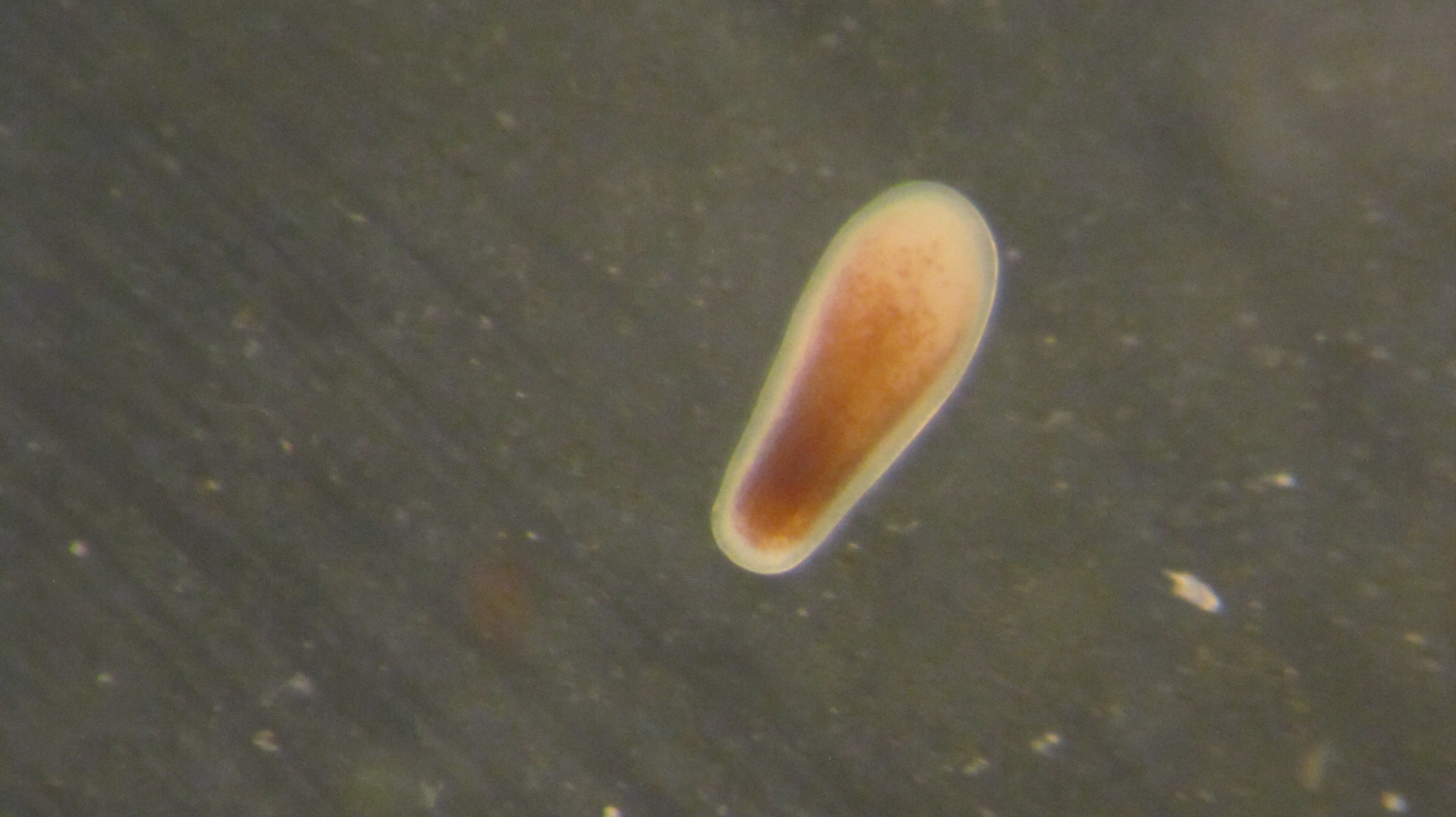
Planula, släktet Leptastrea, stenkorall.

Sexuell förökning kan ske genom extern eller intern befruktning. Extern befruktning är vanligast och innebär att äggen befruktas utanför moderpolypen, fritt i vattnet. Genom att alla polyper av en art inom ett område samtidigt släpper ut ägg och spermier ökar chansen att en spermie befruktar ett ägg. Denna masslek eller massvärmning sker ofta en gång om året, ibland två, under en eller ett par nätter. Synkronisering sker utifrån månen, dagslängd och vattentemperatur. Befruktade ägg (zygoter) utvecklas till frisimmande larver, planula, som efter en tid slår sig ned och blir fastsittande polyper. Planulan har vanligen en oval eller cylindrisk form. I senare larvstadium kan en del koralldjurs larver likna mycket små havsanemoner och dessa larvtyper kan ha egna typnamn. Cylinderrosor har till exempel en särskild larvtyp kallad cerinula. Intern befruktning innebär att äggen befruktas inne i moderpolypen. Bara spermier släpps ut och sprids och befruktar en annan polyps ägg genom att tas in genom munöppningen. Larverna behålls inne i moderpolypen en tid och stöts sedan ut genom munöppningen. I detta fall sker reproduktion ofta flera gånger om året. Beroende på art och typ av befruktning tar det vanligen från några dagar till några veckor innan planulalarverna bottenfäller. Men vissa kan bottenfälla efter endast några timmar och i några fall tar det månader. Extern befruktning och masslek innebär att stora mängder ägg och spermier produceras, resulterande i många men små planula som kan spridas långa sträckor och är långlivade. Intern befruktning innebär generellt färre men större planula, som oftast snabbt bottenfäller i närheten av moderpolypen eller moderkolonin. Vissa kombinerar metoderna och släpper både ut gameter och föder upp planula (på engelska "brooding"), eller har både planula som bottenfäller snabbt och sprider sig långt.
Asexuell förökning kan ske genom knoppning och delning eller fragmentation. Vid knoppning och delning blir den nya polypen en klon av moderpolypen. Hos kolonibildande koralldjur är knoppning från en ursprunglig polyp som tillkommit genom sexuell förökning hur nya kolonier bildas. Knoppning sker när polypen nått en viss storlek då den är mogen att dela sig. Genom att den nya polypen, klonen, inte fullständigt avskiljs från moderpolypen utan fortsätter hänga samman med den genom coenenchym, växer kolonin fram. Många korallkolonier växer sakta, speciellt massiva och revbyggande koraller med kalkskelett som ofta bara växer 0,5–2,5 cm per år. Vissa stenkoraller, främst förgrenade eller skorplika och plattlika former, som Acropora och Montipora, kan dock växa snabbare. Några Acropora, som Acropora cervicornis, kan växa 20–20 cm på ett år. Hornkoraller och mjukkoraller kan växa 2–4 cm per år men en del mindre än 1 cm och några mer. Många svartkoraller växer 1–2 cm per år men en del mindre än 1 cm och några mer. Generellt växer kallvattenkoraller och djuphavskoraller långsammare än tropiska grundvattenkoraller. Den sexuella könsmognaden hos en koloni är bland annat kopplad till dess storlek. Denna storlek varierar, men brukar ta några år att uppnå. Korallkolonier växer sakta men kan bli stora då en koloni kan leva i årtionden och till och med århundraden. Man har funnit djuphavskoraller (Leiopathes) utanför Hawaii som är över 4 000 år gamla.

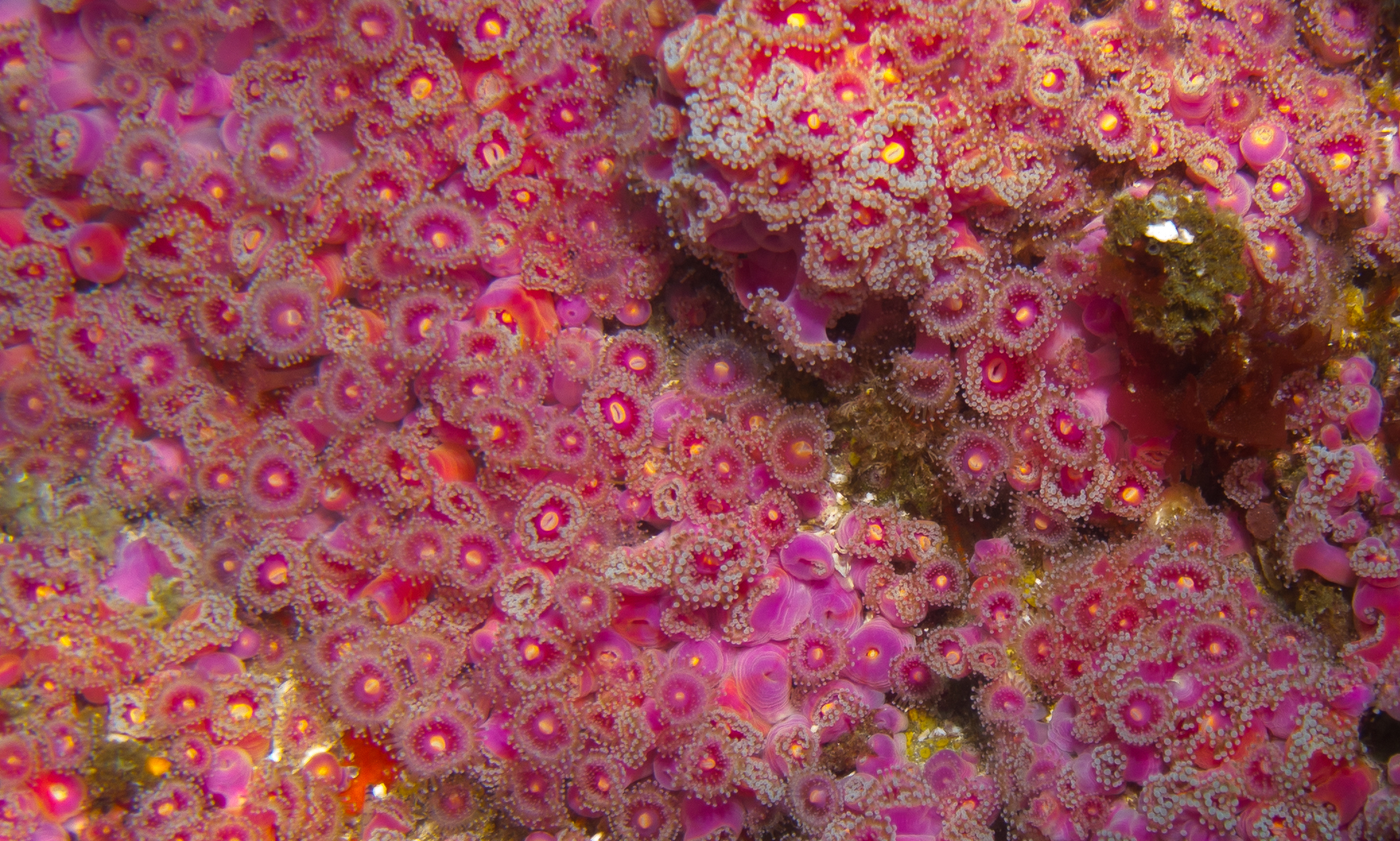
Skivanemonen Corynactis californica kan bilda stora och täta grupper. Bild från Santa Cruz-ön utanför Kalifornien.

Bland solitära koralldjur kan många men inte alla föröka sig asexuellt genom någon form av delning eller avknoppning. Havsanemoner kan till exempel ofta dela sig men cylinderrosor förökar sig främst sexuellt och delar sig sällan. Skivanemoner kan också ofta dela sig. Hos solitära koralldjur avskiljs klonen helt. Delning sker genom längsdelning (longitudinell delning), tvärdelning eller laceration (avknoppning av nya individer från fotskivan). Den asexuella förökningen gör att flera exemplar av samma klon kan påträffas bredvid varandra. Hos en del solitära koralldjur, som vissa skivanemoner, till exempel Corynactis californica, kan sådana klonala grupper vara stora och täcka ytor på en kvadratmeter eller mer och bilda stora bestånd. Längsdelning är vanligare än tvärdelning, som är ganska sällsynt. Vid längsdelning delar sig polypen längs sin longitudinella axel, resulterande i två nya polyper. Vid tvärdelning delar sig polypen på tvären (transversellt), genom att en ny tentakelkrans utvecklas utmed mitten och den övre delen avknoppas och flyter iväg för att bottenfälla, resulterande i två nya polyper. Avknoppning av nya individer från fotskivan, laceration, innebär att en bit vävnad från polypens fotskiva avknoppas och utvecklas till en ny polyp. Detta ger upphov till många små nya polyper som med tiden växer sig större.
Fragmentation innebär att en bit av en koloni som bryts av kan fortleva som egen koloni eller att en bit av en polyp genom regeneration av vävnader kan ge upphov till en ny polyp. Hos förgrenade koraller kan till exempel starka vågor under en storm bryta av en del av en koloni, som om den har förmågan att fästa sig vid ett underlag kan fortsätta att växa och bilda en självständig ny koloni. Massiva koraller kan ge upphov till dotterkolonier genom isolation och förskjutning av basala delar av föräldrakolonin, en process som drivs på genom skuggning, bioerosion och vågkraft. De nya dotterkolonierna har samma genom som föräldrakolonin. Det finns även några andra förökningsmetoder med samma resultat, som bildade av satellitkolonier hos Goniopora. Vid miljömässig stress kan hos vissa koraller enskilda polyper lossna från kolonin, något som innebär en chans att nya kolonier bildas på en bättre plats. Många koralldjur, speciellt de som kan dela sig, har omfattande förmåga till regeneration. Regeneration är dels att en skadad polyp kan återbilda vävnad, till exempel återbilda en tentakel eller en bit av kroppen som förloras efter en attack av en predator eller annan skada, men kan också fungera som ett spridningssätt som innebär att en bit vävnad som lossnat kan ge upphov till en komplett ny polyp. Solitära koralldjur med god regenerationsförmåga i den första bemärkelsen, som havsanemoner, kan uppnå hög ålder, om de inte faller offer för predatorer eller sjukdom som organismer i naturen ofta brukar göra oberoende av möjlig livslängd. Några havsanemoner kan bli 60–80 år gamla och vissa troligen äldre.

## Koralldjur och människor

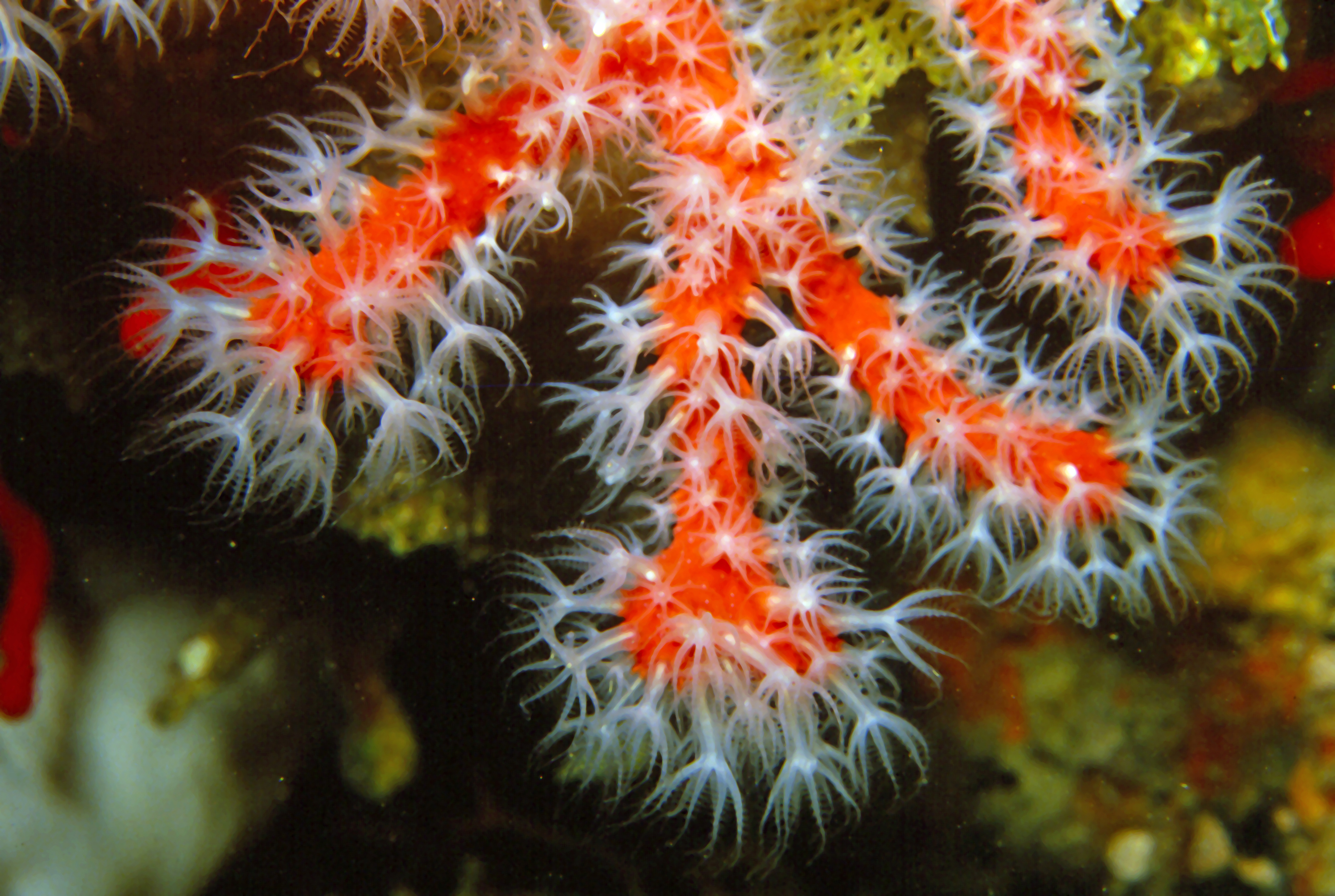
Hornkorallen Corallium rubrum, en röd ädelkorall med utsträckta vita polyper i Medelhavet. Färgen på skelettet och den egenskapen att det går att bearbeta till en form av ädelsten har gjort att denna korall använts för att tillverka smycken.

Korallrev har höga värden för människor i form av ekosystemtjänster. Bland annat skyddar korallrev kuster mot stormar och erosion och har stor betydelse som födokälla i form av fiske då många fiskar lever i eller växer upp kring korallrev. Korallrev är också en källa till nya läkemedel och är även en inkomst källa i form av turism. Den biologiska mångfalden i korallrev kan för haven jämföras med den i en regnskog för land och därför är korallrev viktiga för bevarande av biologisk mångfald, en förutsättning för fungerande ekosystem. Till av människan orsakade eller påverkade hot mot världens korallrev hör global uppvärmning som kan leda till klimatförändringar, som ökar risken för korallblekning och havsförsurning, samt miljöförstöring, destruktivt fiske som bottentrålning, ovarsam turism och illegal handel med döda eller levande koraller. Idag är över en fjärdedel av världens cirka 845 arter av revbyggande koraller rödlistade som hotade. Förstörelse av korallrev är inte ett problem som bara rör tropiska korallrev, även djuphavsrev och kallvattenrev hotas av mänsklig destruktiv påverkan i och med att modernt fiske gör det möjligt att bottentråla på större djup. I tropiska korallrev kan olagligt cyanidfiske i syfte att fånga vilda fiskar som säljs som akvariefisk vara ett problem och även olagligt dynamitfiske förekommer. Båda metoderna bedövar eller dödar inte bara fiskar utan alla levande organismer i närheten påverkas och kan skadas eller dödas. En annan destruktiv fiskemetod är muro-ami som slår sönder många koraller. Miljöförstörelse i form av utsläpp av föroreningar samt exploatering av kustområden har orsakat skador på korallreven i olika delar av världen. Vissa områden med grunda korallrev har till exempel förvandlats till land för att hysa bebyggelse och infrastruktur, en irreversibel skada. Korallbrytning, som innebär att kalken i korallrev bryts för att användas till vägbyggen eller husbyggen, ofta olaglig eller oreglerad, förekommer på en del platser. Ovarsam turism där turisterna skadar koraller och korallrev förekommer och är ohållbart, men varsam och hållbar turism kan skydda korallrev genom ökat intresse och lokala ekonomiska incitament för att bevara korallrev. Skelett av vissa koraller har traditionellt använts till smycken och prydnadsföremål. Speciellt ädelkoraller och vissa svartkoraller vars skelett är hornartat men hårt nog att bearbetas till en ädelsten, korall, har länge varit och är föremål för handel. Röd korall har länge varit populärt till smycken, till exempel i form av pärlor som halsband, och inom folktro har skelettet av svartkoraller trotts ha hälsobringande egenskaper. Skelett av koraller kan även säljas som souvenirer till turister. Det förekommer också handel med levande koraller och andra koralldjur, då vissa arter är eftertraktade inom akvaristiken. Handel med så kallad levande sten som inredning i akvarium kan också skada korallrev. Den internationella handel med djurdelar och levande djur regleras idag av CITES utifrån bland annat hotstatus och handel med hotade arter är förbjuden.